# 1960
1960 (MCMLX) a fost un an bisect al calendarului gregorian, care a început într-o zi de vineri.

## Evenimente

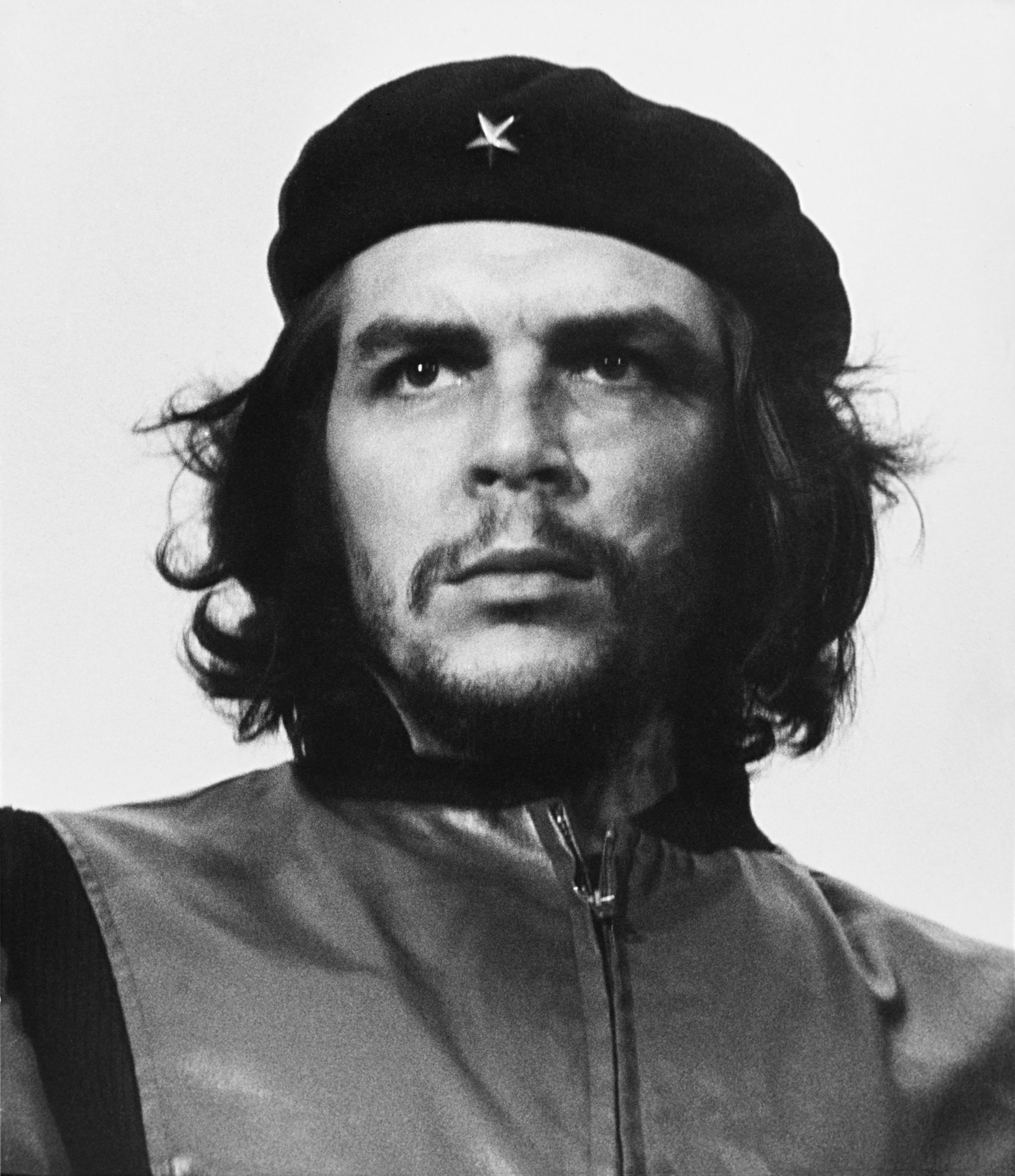
5 martie: Fotograful Alberto Korda realizează faimoasa fotografie a lui Che Guevara. Fotografia a atins popularitate în întreaga lume în 1968, după ce Korda a dat o copie editorului italian Giangiacomo Feltrinelli.

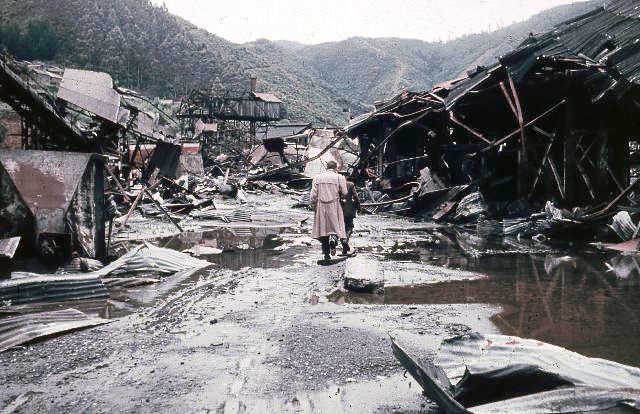
22 mai: Marele cutremur din Chile.

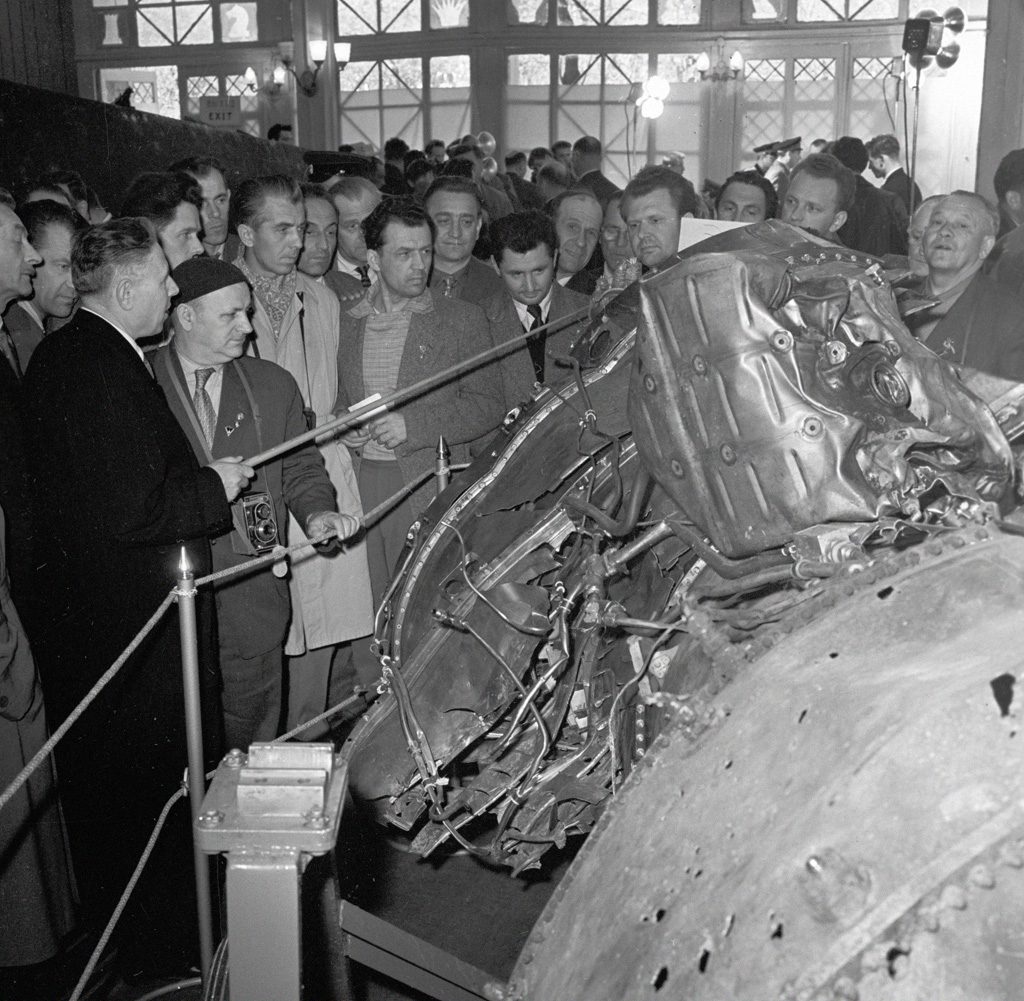
mai: Pilotul american Francis Gary Powers a fost doborât la Ekaterinburg (Ural) de artileria antiaeriană sovietică și condamnat în Uniunea Sovietică pentru spionaj. În 1962 el a fost cedat de sovietici Statelor Unite în schimbul unui agent sovietic.

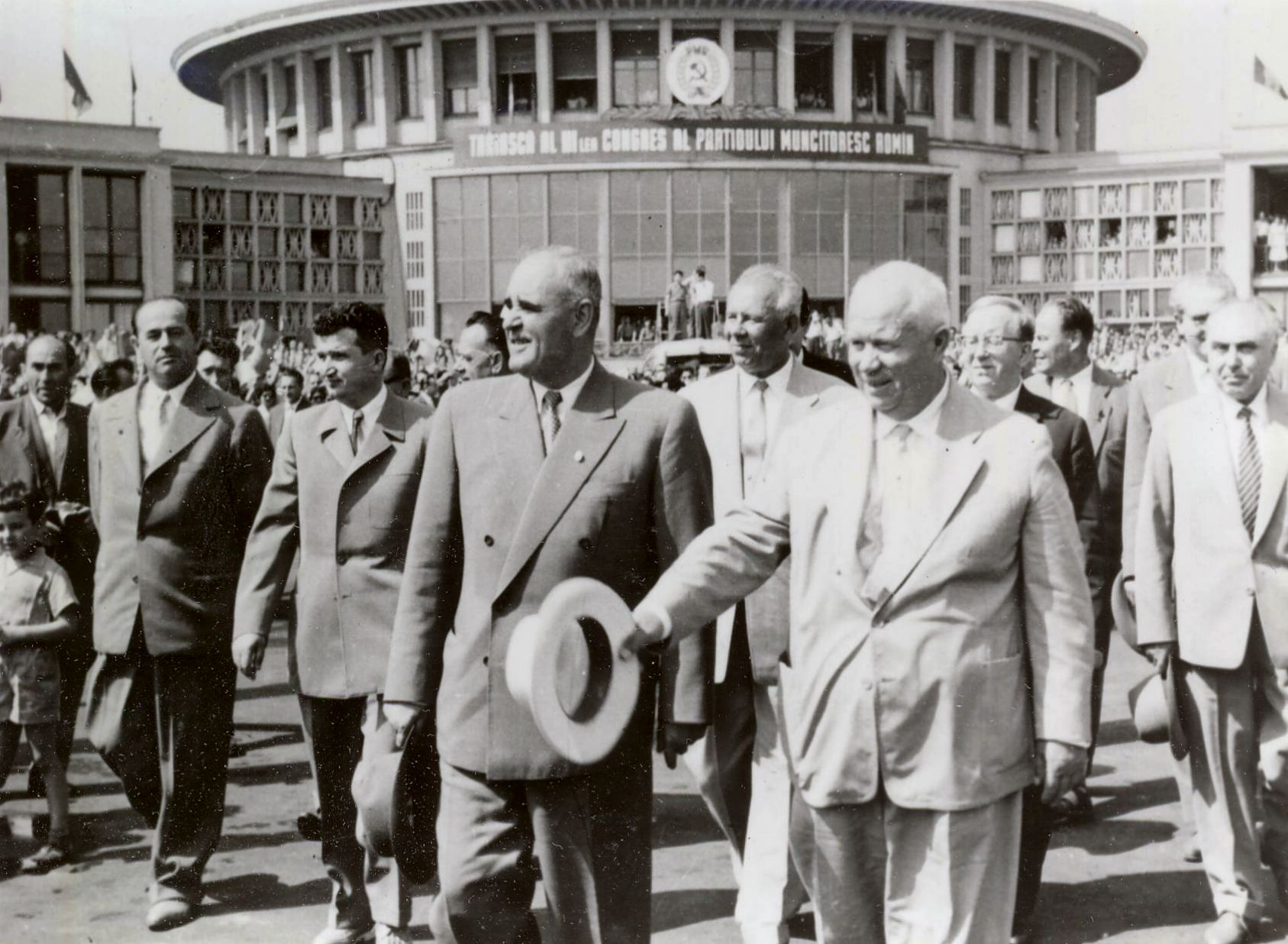
iunie: Liderul comunist Gheorghe Gheorghiu-Dej (stânga) și liderul sovietic Nichita Hrușciov la București. Nicolae Ceaușescu poate fi văzut în partea dreaptă a lui Gheorghiu-Dej.

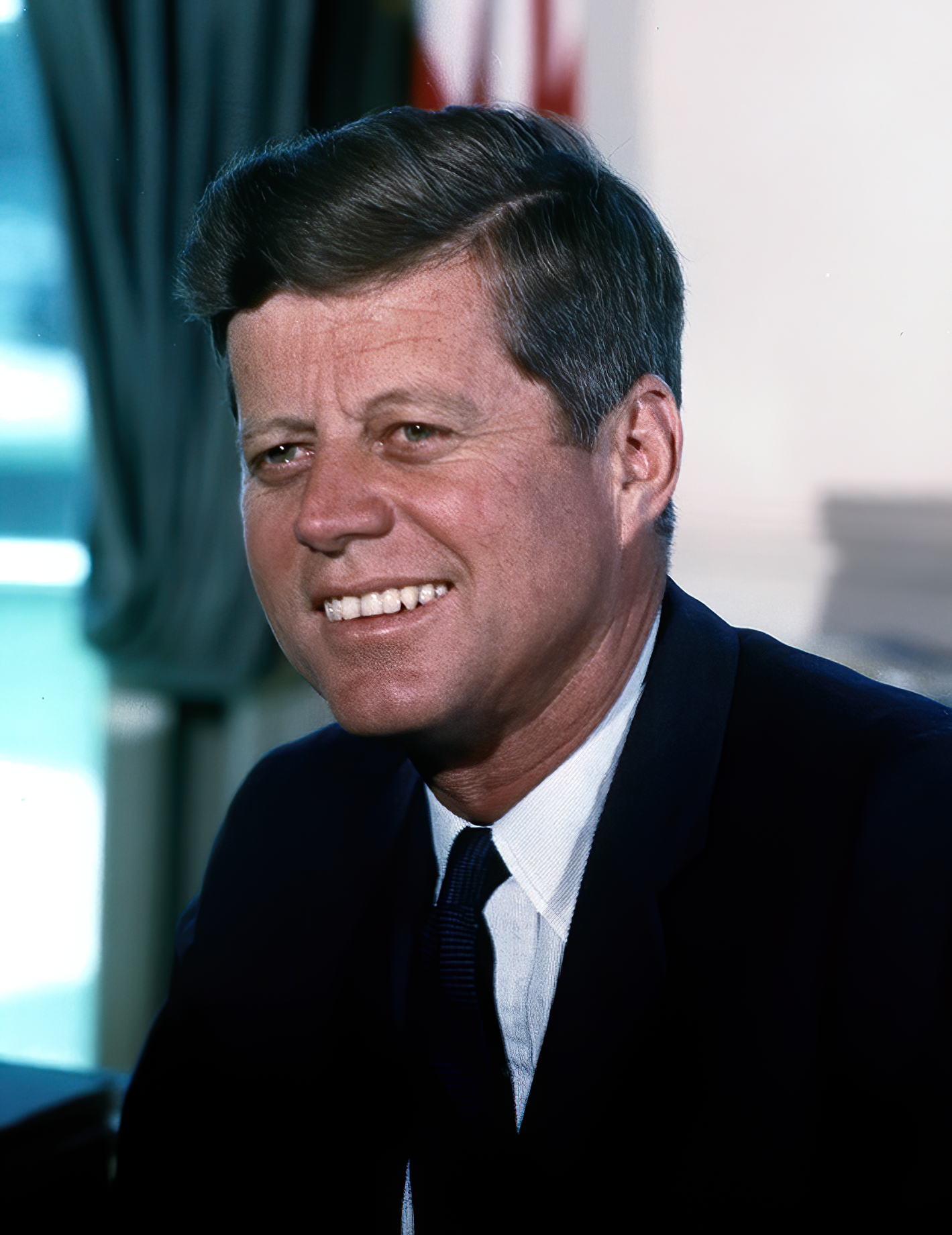
8 noiembrie: John F. Kennedy este ales al 35-lea președinte al SUA.

### Ianuarie
- 2 ianuarie: Temperatura din Oodnadatta, Australia de Sud ajunge la +50,7°C la umbră, rămânând cea mai înaltă temperatură înregistrată în Australia.[1]
- 4 ianuarie: Scriitorul francez Albert Camus moare într-un stupid accident de mașină, în timp ce mergea ca pasager într-o mașină sport Facel Vega condusă de editorul său, Michel Gallimard. Mașina a părăsit drumul lovindu-se de un copac. Ultimul roman al lui Camus, un manuscris de 144 de pagini a fost găsit în apropiere de accident. Romanul Primul om va apărea 35 de ani mai târziu, în 1994.
- 19 ianuarie: S-a constituit, la București, Comitetul român pentru colaborare și înțelegere reciprocă între popoarele din Balcani.

### Februarie
- 9 februarie: Actrița Joanne Woodward este prima actriță care primește o stea pe Hollywood Walk of Fame.
- 13 februarie: Franța testează cu succes prima sa bombă atomică în Sahara și devine a patra putere nucleară a lumii. Testul a purtat numele de cod Gerboise Bleue.[2]
- 18 februarie: Se deschid Jocurile Olimpice de Iarnă la Squaw Valley, California. La Jocuri au participat 740 de sportivi din 30 de țări.
- 24 februarie: A început procesul intentat pentru "crimă de uneltire contra ordinii sociale" unor intelectuali acuzați că au citit și răspândit operele lui Mircea Eliade; principalii inculpați erau Constantin Noica, Constantin Dinu Pillat, Al. O. Teodoreanu și Nicolae Steinhardt.
- 29 februarie: Un cutremur de 7,6 grade pe scara Richter a distrus total orașul Agadir, Maroc.

### Martie
- 2 martie: Papa Ioan al XXIII-lea numește primii cardinali ne-albi: un african, un japonez și un filipinez.
- 5 martie: Elvis Presley se întoarce acasă după satisfacerea stagiului militar de doi ani în Germania.[3]
- 5 martie: Fotograful Alberto Korda realizează faimoasa fotografie a lui Che Guevara. Fotografia a atins popularitate în întreaga lume în 1968, după ce Korda a dat o copie editorului italian Giangiacomo Feltrinelli.[4]
- 6 martie: SUA anunță că 3.500 de soldați americani sunt gata să fie trimiși în Vietnam.
- 7 martie: Primii 20 de cosmonauți sovietici au fost selectați pentru pregătirea zborului spațial.[5]
- 25 martie: Capul tăiat al lui Oliver Cromwell, Lord protector al Commonwealth Angliei, Scoției și Irlandei în perioada 1653-1658, a fost reînhumat în cimitirul abației Cambridge, după 300 de ani.[6]
- 30 martie: Intră în funcțiune prima stație meteorologică automată din România.

### Aprilie
- 18 aprilie: Prima apariție publică a trupei britanice, The Beatles.
- 26 aprilie: Syngman Rhee demisionează din funcția de președinte al Coreei de Sud după 12 ani de dictatură în urma protestelor desfășurate timp de o săptămână și în care au murit 145 de studenți. Vicepreședintele  Lee Ki-Poong, soția acestuia și cei doi fii ai lor se sinucid două zile mai târziu.[7][8]

### Mai
- 1 mai: Un avion de recunoaștere american de tipul U2 (avion-spion) a survolat teritoriul sovietic.
- 6 mai: Prințesa Margaret a Regatului Unit, sora reginei Elisabeta a II-a, se căsătorește la Westminster Abbey cu Antony Armstrong-Jones.
- 7 mai: Sovietul Suprem îl alege pe Leonid Brejnev în funcția de președinte al Prezidiului în locul mareșalului Kliment Vorosilov care, la 79 de ani, s–a retras din viața publică.
- 7 mai: Rusul Mihail Tal câștigă Campionatul Mondial de Șah.
- 9 mai: SUA au devenit primul stat care a legalizat pilula contraceptivă.
- 11 mai: La Buenos Aires, patru agenți Mosad l-au răpit pe criminalul nazist fugar Adolf Eichmann, pentru ca el să poată fi dus în Israel și trimis în judecată pentru crime împotiva umanității. Ulterior Eichmann este condamnat și executat.[9]
- 13 mai: Prima ascensiune a vârfului Dhaulagiri (8.167 m), Nepal cel de-al șaptelea munte ca înălțime din lume.
- 15 mai: URSS lansează satelitul Sputnik 4.
- 16 mai: Nikita Hrușciov anunță că așteaptă scuze de la președintele american Dwight Eisenhower pentru zborul avionului spion U-2 deasupra URSS.
- 22 mai: Un cutremur de 9,5 pe scara Richter a lovit Chile la ora locală 3:11 PM. Este cel mai puternic cutremur din secolul XX; cutremurul ucide 1.655 de oameni imediat și după șoc încă 4.000 de oameni. Două milioane de oameni rămân fără case, iar șocul a dus la formarea de tsunami care a ucis oameni și în locuri îndepărtate ca Japonia. [10]
- 23 mai: Prim-ministru al Israelului David Ben-Gurion anunță că nazistul Adolf Eichmann, criminal de război a fost capturat.

### Iunie
- 26 iunie: Madagascar este declarată republică independentă.
- 30 iunie: Congo își câștigă independența față de Belgia.

### Iulie
- 4 iulie: A fost inaugurat noul steag american, în urma admiterii statului Hawaii ca cel de-al 50-lea stat al SUA, în august 1959.
- 10 iulie: URSS învinge Iugoslavia cu 2-1 și câștigă primul Campionat European de Fotbal.
- 21 iulie: Navigatorul și aviatorul britanic Francis Chichester, a sosit la New York, la bordul vasului "Gypsy Moth II", după o călătorie în jurul lumii ce a durat doar nouă luni și o zi.

### August
- 3 august: Niger devine independentă față de Franța.
- 5 august: Volta Superioară (astăzi Burkina Faso) devine independentă față de Franța.
- 7 august: Proclamarea independenței Coastei de Fildeș (Cote d'Ivoire).
- 11 august: Ciad devine independentă față de Franța.
- 15 august: Republica Congo (Congo-Brazzaville) devine independentă față de Franța.
- 17 august: Gabon devine independent față de Franța.
- 19 august: Războiul Rece. La Moscova, pilotul american al avionului spion U2 este condamnat la 10 ani închisoare pentru spionaj.
- 19 august: URSS lansează Sputnik 5 cu cățeii Belka și Strelka, 40 de șoareci, 2 șobolani și o varietate de plante la bord. A doua zi, la întoarcerea pe Pământ toate animalele erau sănătoase.
- 24 august: "Cea mai scăzută temperatură înregistrată pe Pământ" a fost de −88,3°C la stația sovietică Vostok.[11] Actualul record este de −89,2 °C, înregistrată la aceeași stație la 21 iulie 1983.

### Septembrie
- 10 septembrie: La Jocurile Olimpice de la Roma, Iolanda Balaș, supranumită de gazde la grande bionda, a sărit 1,85 metri și a câștigat medalia olimpică de aur la o diferență de 14 cm față de următoarea clasată. În total România a obținut 10 medalii (3 aur, 1 argint, 6 bronz).
- 14 septembrie: Colonelul Joseph Mobutu preia puterea în Republica Congo printr-o lovitură militară.
- 14 septembrie: Iran, Iraq, Kuwait, Arabia Saudită și Venezuela formează OPEC.

### Octombrie
- 1 octombrie: Camerun își declară independența față de Regatul Unit.
- 7 octombrie: Nigeria devine a 99-a membră a Națiunilor Unite.

### Noiembrie
- 8 noiembrie: Într-o cursă electorală strânsă, John F. Kennedy este ales (la 43 de ani) președinte al Statelor Unite ale Americii.
- 28 noiembrie: Mauritania devine independentă față de Franța.

### Decembrie
- 2 decembrie: Arhiepiscopul de Canterbury, Geoffrey Francis Fisher, are o întrevedere de o oră la Vatican cu Papa Ioan al XXIII-lea. Este pentru prima dată când un șef al Bisericii Anglicane îl vizitează pe Papă.

### Nedatate
- mai: Inaugurarea Sălii Palatului din București, România.[12]
- noiembrie: Ruptură chino-sovietică. Relațiile dintre cele două țări se deteriorează din cauza unui dezacord ideologic cu privire la interpretarea marxismului, în special în ceea ce privește revoluția în țările în curs de dezvoltare.
- A fost adoptat SI (Sistemul internațional de unități) în cadrul celei de-a XI-a Conferință Generală privind Greutățile și Măsurile.
- Începutul mișcării Hippy.
- S-a introdus de către IBM, RPG (limbaj de programare) în economie.

## Populația lumii
- Populația lumii: 3.021.475.000  locuitori
- Asia: 1.701.336.000 (56,3%)
- Europa: 604.401.000 (20,0%)
- Africa: 277.398.000 (9,18%)
- America Latină: 218.300.000 (7,22%)
- America de Nord: 204.152.000 (6,75%)
- Oceania: 15.888.000 (0,52%)

## Arte, științe, literatură și filozofie

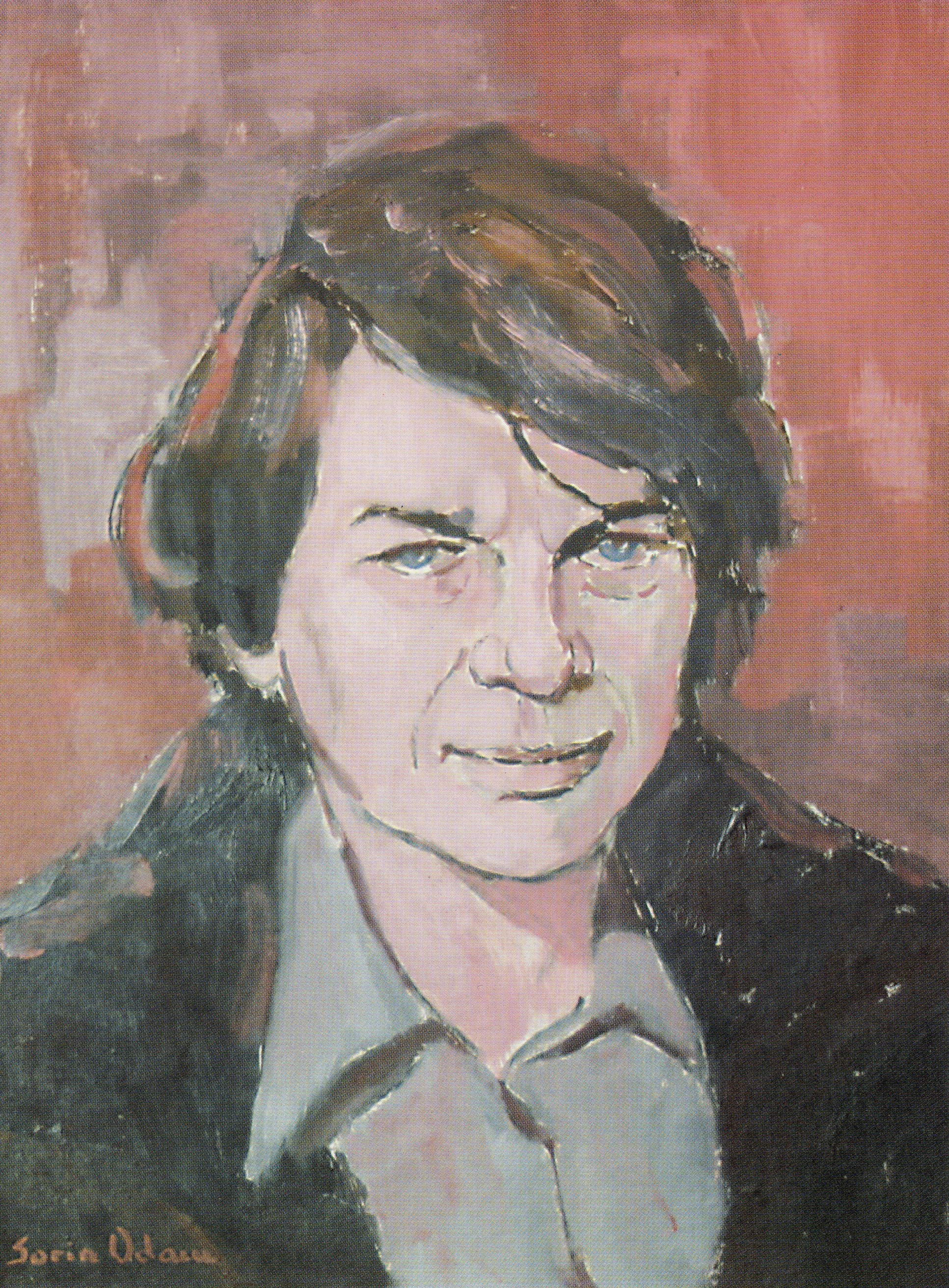
Nichita Stănescu debutează cu volumul Sensul iubirii.

- 10 noiembrie: Amantul doamnei Chatterley (Lady Chatterley's Lover) se vinde în 200.000 de exemplare într-o singură zi de la data publicării sale, după ce a fost interzis în 1928.
- octombrie: Vasili Grossman înaintează pentru publicare romanul "Viață și destin" (Жизнь и судьба); manuscrisul este confiscat de către KGB. Romanul anti-totalitar va fi publicat în Rusia abia în 1988.
- Cezar Baltag debutează cu columul Comuna de aur.
- Este fondată formația The Beatles, de Paul McCartney, John Lennon, George Harrison și Ringo Starr, la Liverpool, Anglia (1960-1970).
- În Franța, Emil Cioran publică Istorie și utopie.
- În România au loc premierele filmelor: "Bădăranii" (regia Sică Alexandrescu), "Secretul cifrului" (regia Lucian Bratu), "Homo sapiens" (regia Ion-Popescu Gopo).
- Jean-Paul Sartre publică Critique de la raison dialectique.
- La ceremonia premiilor Oscar filmul Ben Hur câștigă 11 premii, inclusiv pe cel de Cel mai bun film.
- Nichita Stănescu debutează cu volumul Sensul iubirii.
- Piesa "Are You Lonesome Tonight?" a lui Elvis Presley este înregistrat pentru prima dată.
- Piesa  "Non, je ne regrette rien" a lui Édith Piaf se lansează în Franța.
- Premiera piesei Rinocerii de Eugen Ionescu.

## Nașteri

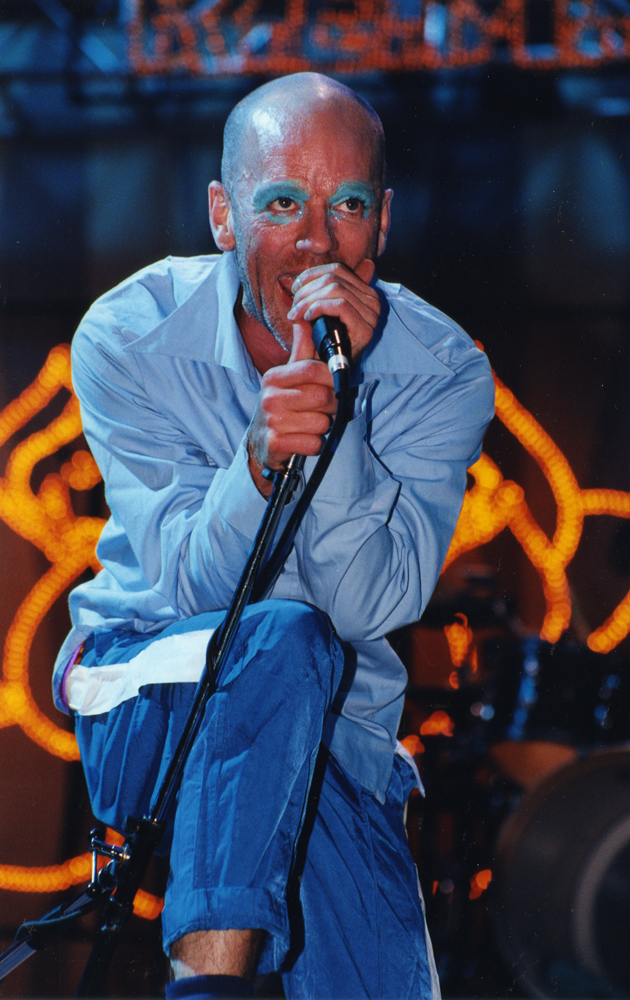
Michael Stipe, cantautor american, solistul trupei de rock alternativ R.E.M.
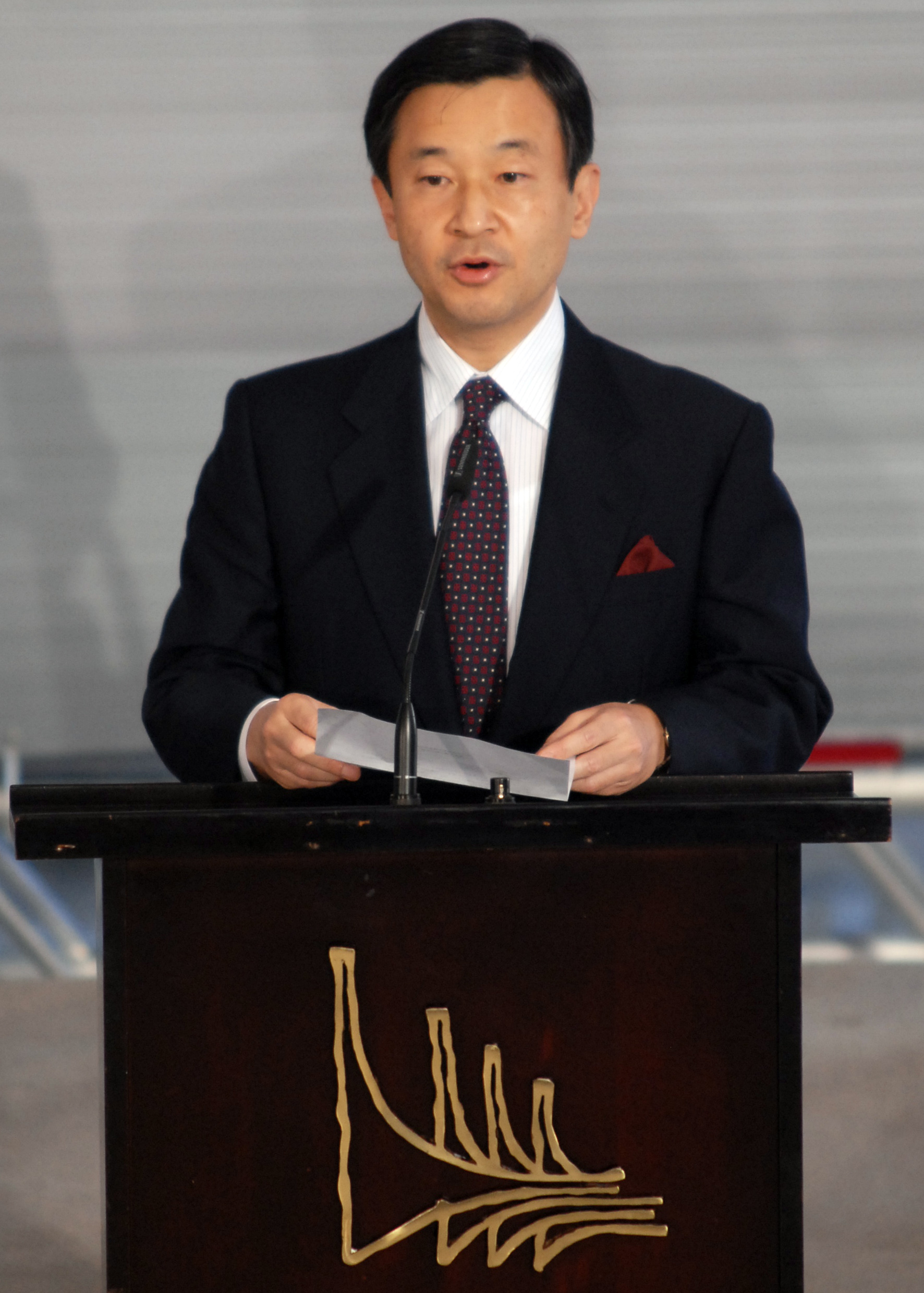
Naruhito, Prințul Moștenitor al Japoniei
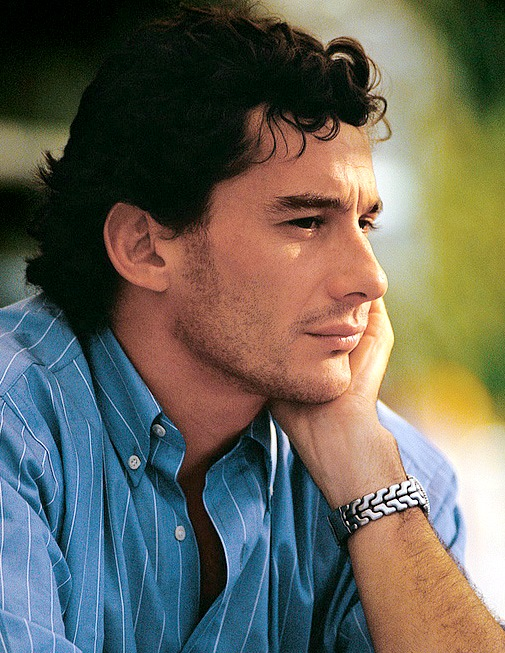
Ayrton Senna, pilot brazilian de Formula 1
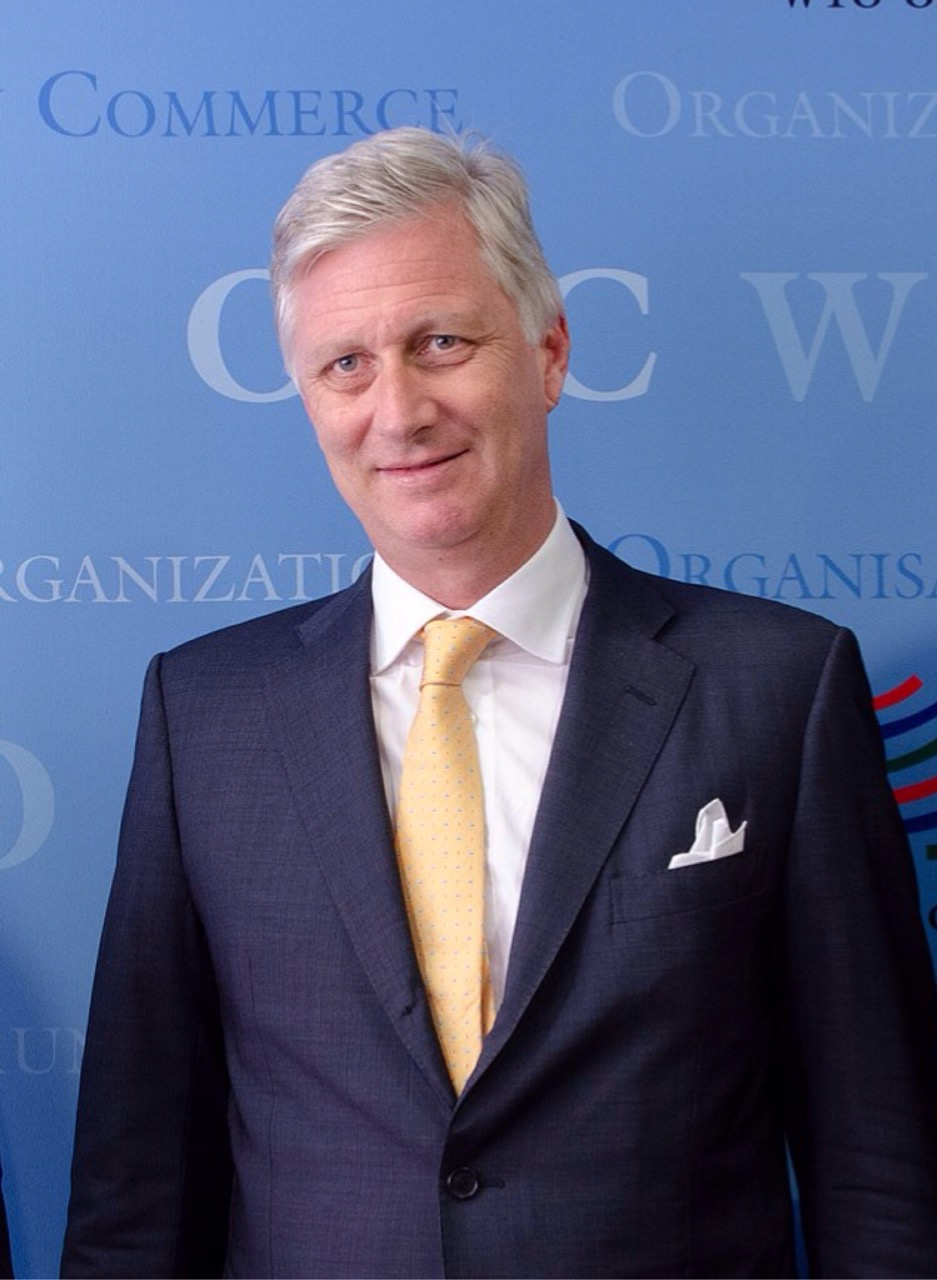
Filip al Belgiei, rege al Belgiei

### Ianuarie
- 4 ianuarie: Michael Stipe (John Michael Stipe), cantautor american, vocalistul formației americane de rock alternativ R.E.M.
- 5 ianuarie: Glenn Peter Strömberg, fotbalist suedez
- 7 ianuarie: Grigore Belostecinic, politician din R. Moldova
- 10 ianuarie: Ioana Pârvulescu, critic literar, eseistă, traducătoare și publicistă română
- 13 ianuarie: Eric Betzig, fizician american
- 15 ianuarie: Kelly Asbury, regizor, scenarist, actor de dublaj și scriitor american (d. 2020)
- 15 ianuarie: Adrian Bărar, muzician român (d. 2021)
- 23 ianuarie: Aurel Olărean, politician român
- 25 ianuarie: Nobuyo Fujishiro, fotbalist japonez
- 26 ianuarie: Leonid Parfionov, jurnalist rus
- 29 ianuarie: Rodica Paraschiv, politician român
- 31 ianuarie: Florica Cherecheș, politician român

### Februarie
- 3 februarie: Stéphane Le Foll, politician francez
- 3 februarie: Joachim Löw, fotbalist și antrenor german
- 6 februarie: Aris Fioretos, scriitor suedez
- 8 februarie: Alfred Gusenbauer, politician austriac
- 8 februarie: Petru Știrbate, politician din R. Moldova
- 9 februarie: David Bateson, actor sud-african
- 12 februarie: Francisco Domene, scriitor spaniol
- 12 februarie: Vasile Luțac, cântăreț și profesor de muzică, român de etnie ucraineană
- 12 februarie: Sorin Roca, scrimer român
- 12 februarie: Constantin Șovăială, politician român
- 13 februarie: Pierluigi Collina, arbitru italian de fotbal
- 13 februarie: Serhii Tighipko, politician ucrainean
- 14 februarie: Sandu Grecu, actor, regizor român
- 15 februarie: Dan Ciocan, politician român
- 16 februarie: Verginia Vedinaș, politician român
- 17 februarie: Andrzej Ziemiański, scriitor polonez
- 18 februarie: Rui Duarte de Barros, economist și politician din Guineea-Bissau, prim-ministru
- 18 februarie: Gazebo (n. Paolo Mazzolini), cântăreț italian
- 19 februarie: Prințul Andrew, Duce de York, fiul Reginei Elisabeta a II-a
- 19 februarie: Vladimir Vîzdoagă, politician din R. Moldova
- 21 februarie: Ioan Terea, politician român
- 22 februarie: Kyle MacLachlan, actor american
- 22 februarie: Bernat Joan i Mari, politician spaniol
- 23 februarie: Adrian Sorinel Bumbescu, fotbalist român
- 23 februarie: Naruhito, împărat al Japoniei (din 2019)
- 24 februarie: Mo O'Toole, politiciană britanică
- 27 februarie: George Achim, critic literar român
- 29 februarie: Khaled (Khaled Hadj Ibrahim), muzician algerian

### Martie
- 4 martie: Lazăr Dorin Maior, politician român
- 7 martie: Ivan Lendl, jucător ceh de tenis
- 7 martie: Kazuo Ozaki, fotbalist japonez (atacant)
- 11 martie: Christophe Gans, regizor francez de film
- 13 martie: Adam Clayton, basist și textier britanic (U2)
- 14 martie: Eugenijus Gentvilas, politician lituanian
- 14 martie: Nicolae Herlea, cântăreț român (d. 2014)
- 15 martie: Ioan Andone, fotbalist român
- 15 martie: Doina-Anca Tudor, politiciană română
- 15 martie: Melu Voinea, politician român
- 16 martie: Maria Fricioiu, canotoare română
- 17 martie: Miron Alexandru Smarandache, politician român
- 18 martie: Richard Biggs, actor american (d. 2004)
- 18 martie: Marian Dumitru, handbalist român
- 21 martie: Teodor-Gheorghe Morariu, politician român
- 21 martie: Ayrton Senna (Ayrton Senna da Silva), pilot brazilian de Formula 1 (d. 1994)
- 23 martie: Yoko Tawada, scriitoare japoneză
- 24 martie: Kelly LeBrock, actriță și fotomodel american
- 25 martie: Tudorel Toader, profesor universitar, magistrat român și ministru al justiției (2017-2019)
- 26 martie: Sebastian A. Corn (n. Florin Chirculescu), scriitor român
- 27 martie: Heiki Vilep, scriitor estonian
- 28 martie: Éric-Emmanuel Schmitt, scriitor francez
- 29 martie: Rodica Frîntu, canotoare română

### Aprilie
- 1 aprilie: Liviu Titus Pașca, politician român
- 1 aprilie: Silviu Simion Șomîcu, politician român
- 1 aprilie: Ion Tabugan, politician român
- 3 aprilie: Yu Hua, scriitor chinez
- 11 aprilie: Jeremy Clarkson (Jeremy Charles Robert Clarkson), scriitor și prezentator TV, britanic
- 13 aprilie: Paul Mecet Ciuciumiș, pictor român
- 13 aprilie: Olaf Ludwig, ciclist german
- 13 aprilie: Rudolf Völler, fotbalist german
- 15 aprilie: Filip al Belgiei (n. Filips Leopold Lodewijk Maria), rege al Belgiei
- 16 aprilie: Pierre Littbarski, fotbalist german
- 17 aprilie: Adrian Păduraru, actor român
- 18 aprilie: Maurizio Turco, politician italian
- 19 aprilie: Gustavo Petro, politician columbian, președinte al Columbiei
- 20 aprilie: Miguel Díaz-Canel, politician și inginer cubanez, prim-secretar al Partidului Comunist din Cuba, președinte al Cubei
- 21 aprilie: Constantin Arhire, politician român
- 22 aprilie: Alexandru Buligan, handbalist român
- 22 aprilie: Michael Gahler, politician german
- 22 aprilie: Georgică Severin, politician român
- 25 aprilie: Varujan Pambuccian, politician român
- 26 aprilie: Sorin Frunzăverde, politician român (d. 2019)
- 27 aprilie: Vasilica Dinu, interpretă română de muzică populară
- 28 aprilie: Cristian Grețcu, actor român
- 30 aprilie: P.C. Cast (Phyllis Christine Cast), scriitoare americană

### Mai
- 4 mai: Werner Faymann, politician austriac
- 5 mai: Jorge Quiroga Ramírez, președinte al Boliviei (2001-2002)
- 7 mai: Almudena Grandes (Almudena Grandes Hernández), scriitoare spaniolă
- 8 mai: Marin Anton, politician român
- 8 mai: Franco Baresi, fotbalist și antrenor italian
- 8 mai: Paul Harrington, cântăreț irlandez
- 8 mai: Bogdan Klich, politician polonez
- 8 mai: Vasile Ioan Dănuț Ungureanu, politician român
- 10 mai: Bono (Paul David Hewson), cântăreț, filantrop, om de afaceri și compozitor irlandez (U2)
- 14 mai: Marian Rada, fotbalist român
- 14 mai: Simonetta Sommaruga, politiciană elvețiană
- 15 mai: Gheorghe Dogărescu, handbalist român
- 15 mai: Dan Verbina, politician român
- 16 mai: Mihai Deaconu, politician român
- 19 mai: Gadi Eizenkot, ofițer israelian
- 20 mai: John Billingsley, actor american
- 20 mai: Carlos Coelho, politician portughez
- 20 mai: Tony Goldwyn (Anthony Howard Goldwyn), actor și regizor american de film
- 20 mai: Elena Murgoci, atletă română (d. 1999)
- 21 mai: Jeffrey Dahmer, criminal în serie american
- 23 mai: Horea Dorin Uioreanu, politician român
- 24 mai: Joan Calabuig, politician spaniol
- 24 mai: Guy Fletcher (Guy Edward Fletcher), instrumentist britanic (Dire Straits)
- 24 mai: Kristin Scott Thomas (Dame Kristin Ann Scott Thomas), actriță britanică de film
- 26 mai: Doug Hutchison (Doug Anthony Hutchison), actor american
- 28 mai: Takashi Mizunuma, fotbalist japonez
- 31 mai: Lucian Șova, politician român

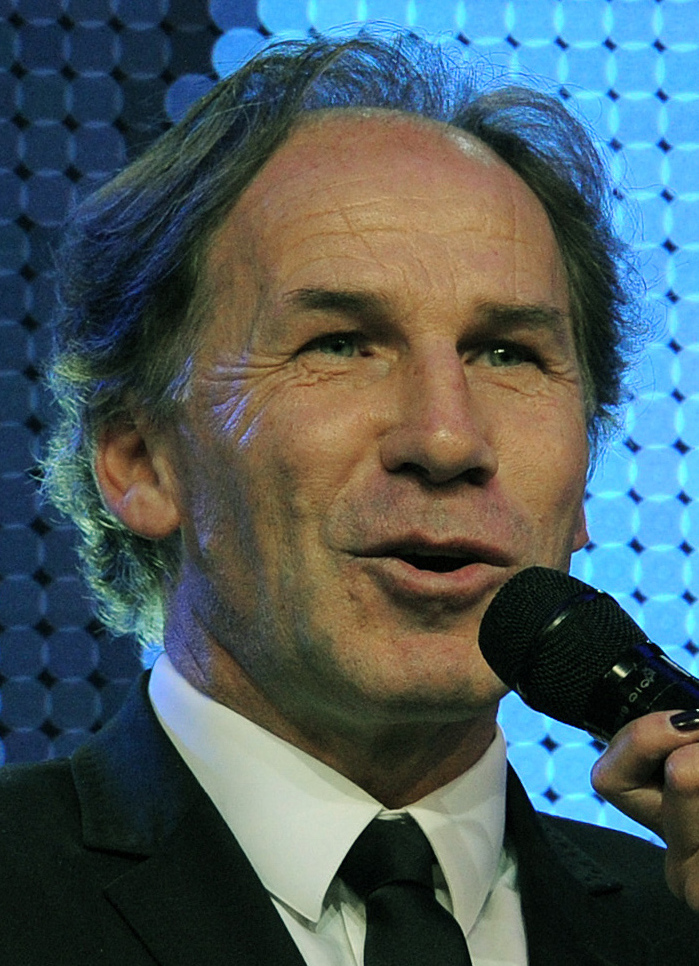
Franco Baresi, fotbalist italian
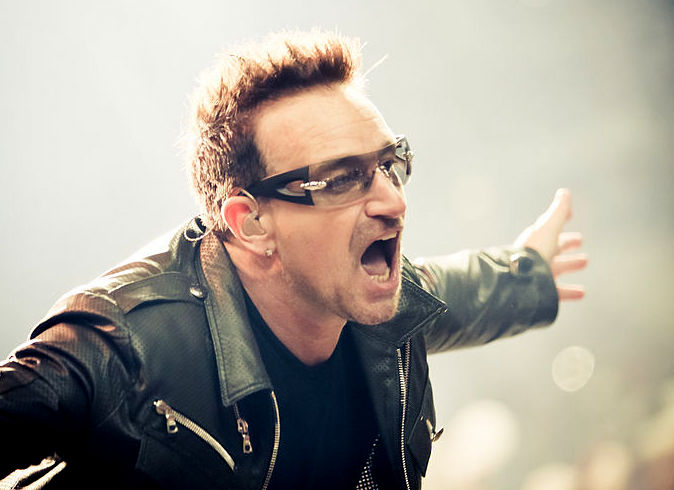
Bono, cântăreț, filantrop, om de afaceri și compozitor irlandez, solistul trupei rock U2
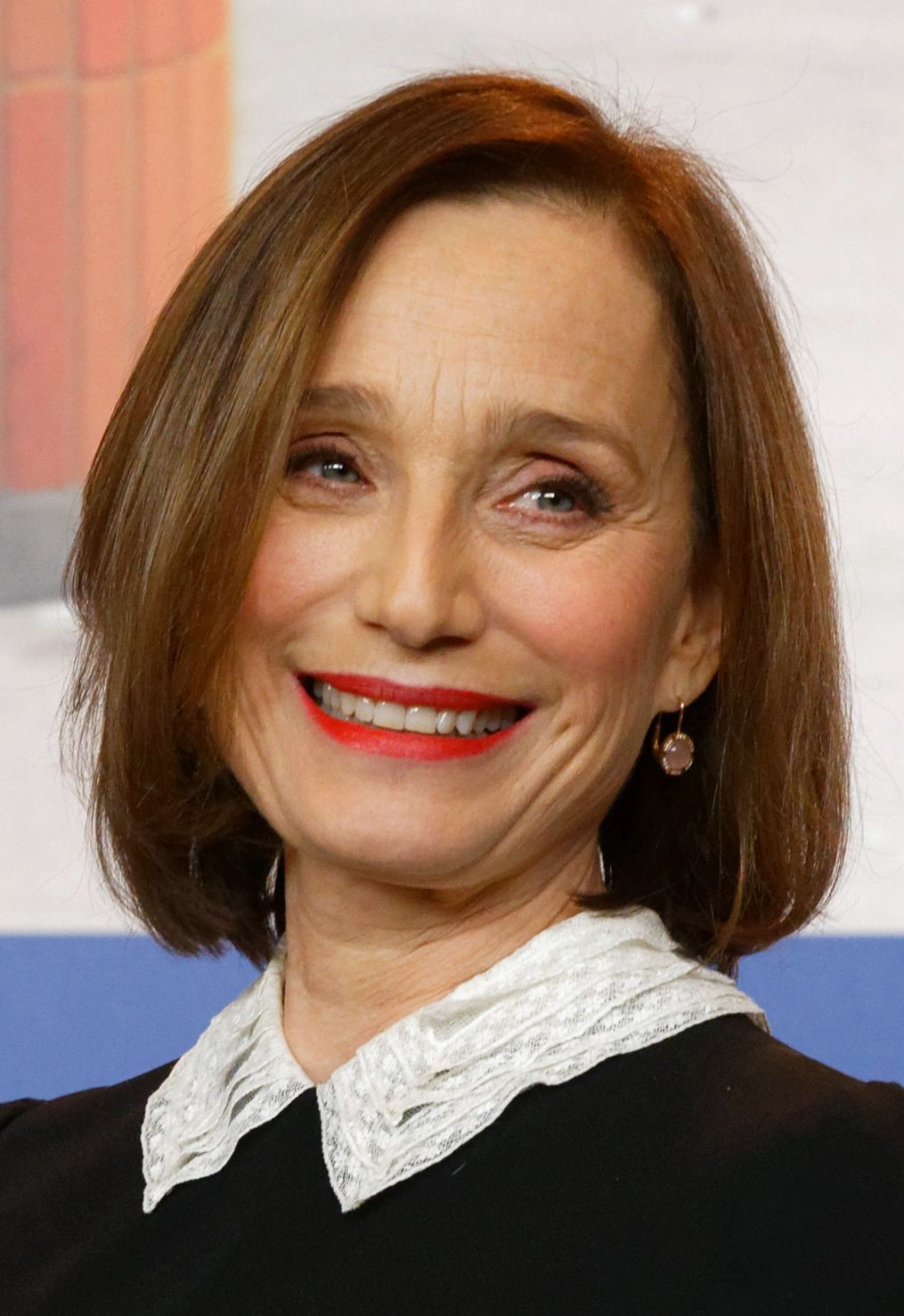
Kristin Scott Thomas, actriță britanică
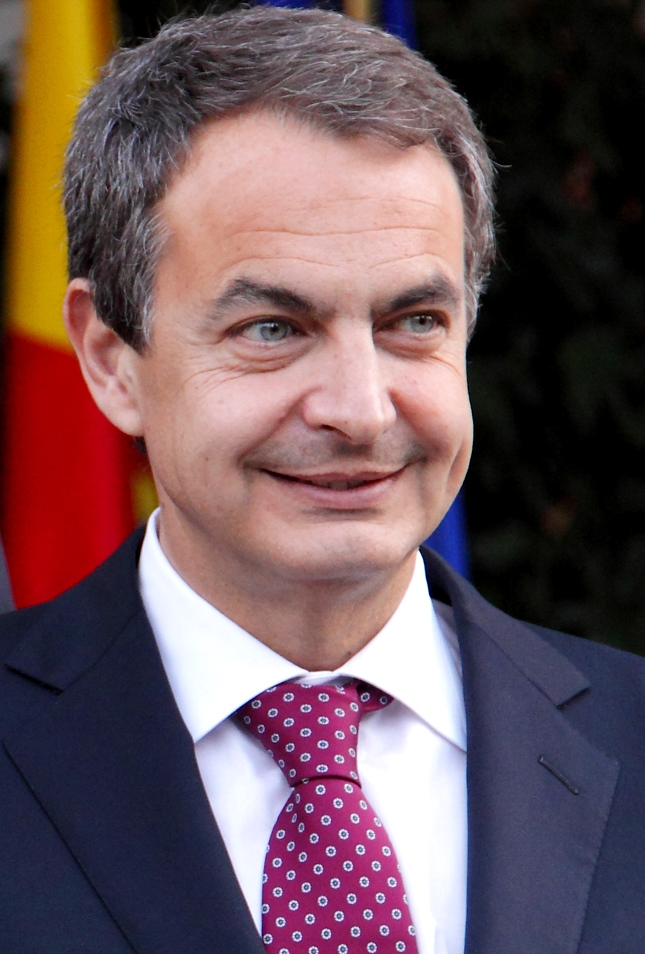
José Luis Rodríguez Zapatero, politician spaniol, prim-ministru al Spaniei

### Iunie
- 1 iunie: Chira Apostol, canotoare română
- 1 iunie: Ljubiša Stanković, diplomat muntenegrean
- 3 iunie: Marina Nicolaev, arhitectă română
- 4 iunie: Nicolae Burnete, ministru român
- 7 iunie: Radu, Principe al României
- 10 iunie: Mircea Anca, actor și regizor român de teatru (d. 2015)
- 10 iunie: Thomas Madden (Thomas F. Madden), istoric american
- 11 iunie: Tiziana Colusso, scriitoare italiană
- 11 iunie: Mehmet Oz, medic cardiolog, autor și prezentator de televiziune turco-american
- 15 iunie: Surian Borali, fotbalist român de etnie tătară (d. 1989)
- 17 iunie: Thomas Haden Church, actor american
- 17 iunie: Cătălin Mihuleac, scriitor român
- 19 iunie: Daniela Raschhofer, politiciană austriacă
- 22 iunie: Rovana Plumb, politician român
- 25 iunie: Gitte Seeberg, politiciană daneză
- 30 iunie: Marin Almăjanu, politician român
- 30 iunie: Vincent Klyn, actor neozeelandez

### Iulie
- 2 iulie: Dan Nica, politician român
- 3 iulie: Vince Clarke (n. Vincent John Martin), cântăreț, compozitor, DJ, producător și muzician britanic
- 3 iulie: Martyn J. Fogg, astronom britanic
- 4 iulie: Roland Ratzenberger, pilot austriac de Formula 1 (d. 1994)
- 4 iulie: Cristina Țopescu, jurnalistă română (d.2019)
- 6 iulie: Ferenc Juhász, politician maghiar
- 7 iulie: Mugur Ciuvică, jurnalist român
- 7 iulie: Vincent Peillon, politician francez
- 8 iulie: Gheorghe Flutur, politician român
- 8 iulie: Valeriu Ghilețchi, politician din R. Moldova
- 8 iulie: Petru-Pavel Ianto, handbalist român
- 8 iulie: John Ion Banu Muscel, politician român și om de afaceri american
- 9 iulie: Adrian Emanuil Semcu, politician român
- 11 iulie: Tomoyuki Kajino, fotbalist japonez
- 11 iulie: Ilie Matei, luptător român, medaliat la Jocurile Olimpice (1984)
- 11 iulie: Petru Vutcărău, regizor și actor din R. Mpldova
- 12 iulie: Marian Cojoc, profesor universitar român
- 14 iulie: Mircea Dumitru, filosof și profesor de logică român, membru corespondent al Academiei Române
- 14 iulie: Heorhii Pohosov, scrimer ucrainean
- 15 iulie: Ana Harlamenco, jurnalistă din R. Moldova
- 15 iulie: Romulus Maier, jurnalist român (d. 2018)
- 15 iulie: Mihail Majearu, fotbalist român
- 17 iulie: Andrea Mandorlini, fotbalist și antrenor italian
- 19 iulie: Mircea Vasilescu, critic literar român
- 19 iulie: Joachim Wuermeling, politician german
- 20 iulie: Prvoslav Vujčić, scriitor sârb
- 21 iulie: Ilie Stoica, politician român
- 24 iulie: Jonathan Hill, politician britanic
- 26 iulie: Adrian Mihai Popescu, fotbalist român
- 31 iulie: Veronica Dragomir, pictoriță română

### August

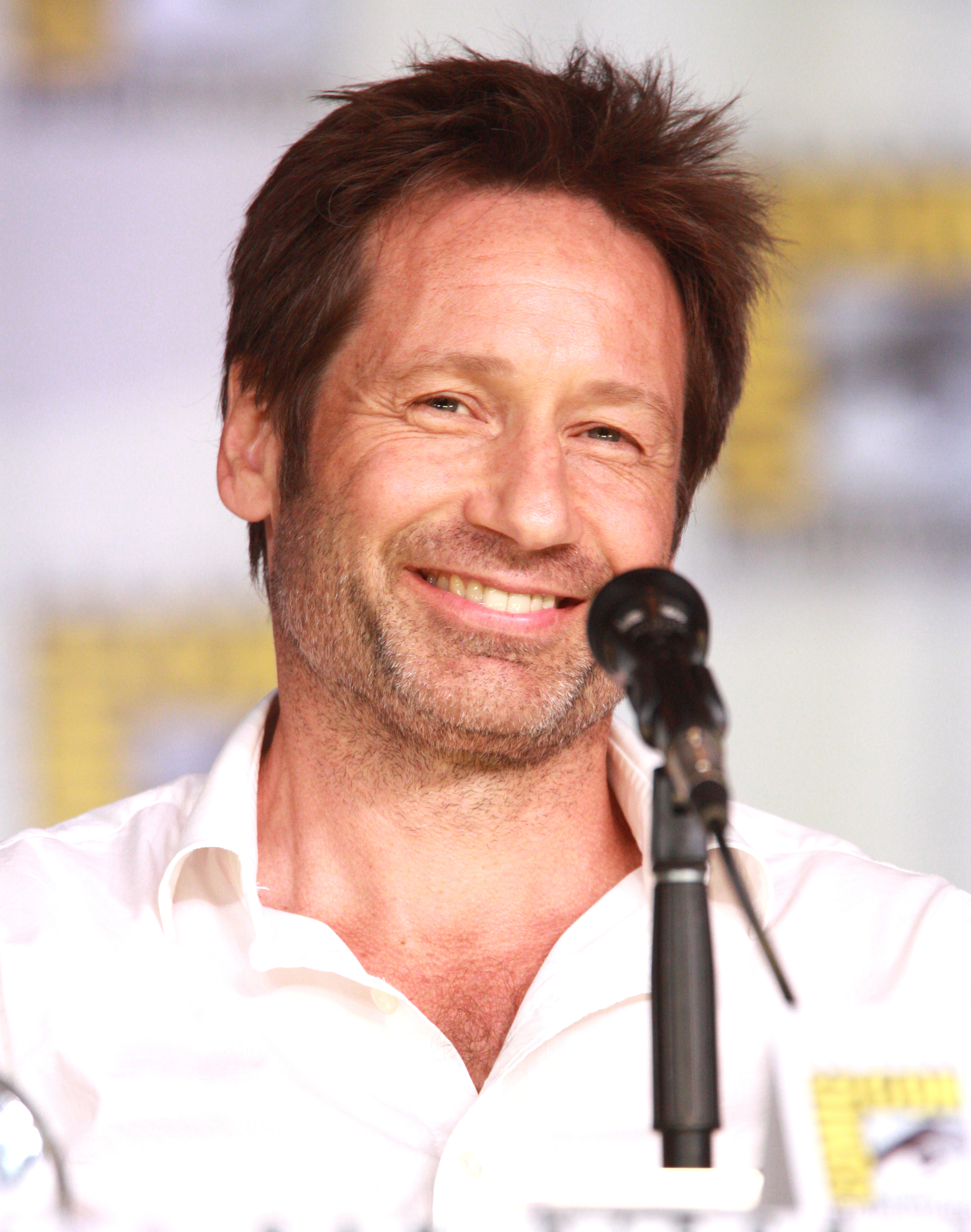
David Duchovny, actor american de film
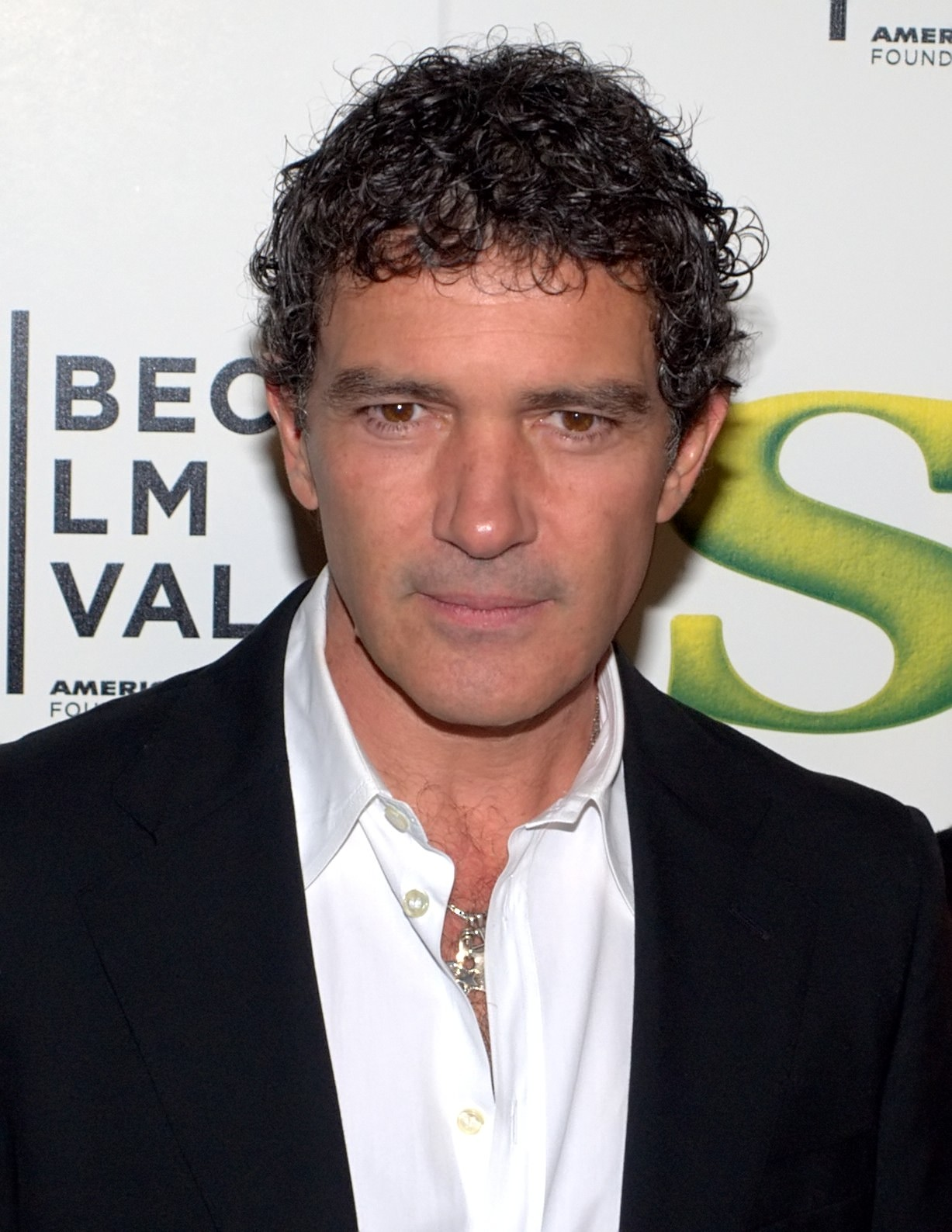
Antonio Banderas, actor, regizor, producător, cântăreț și dansator spaniol
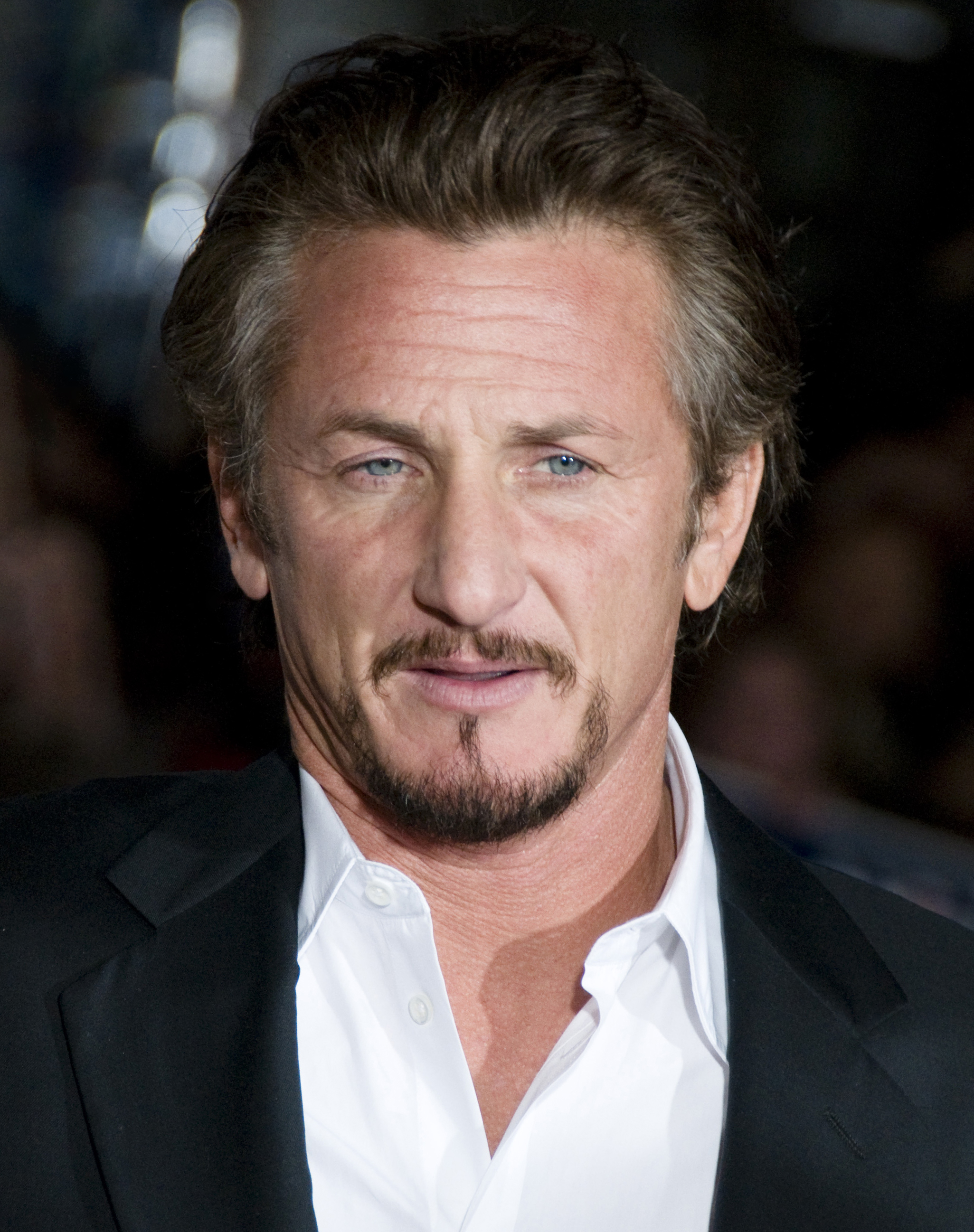
Sean Penn, actor american, laureat al Premiului Oscar
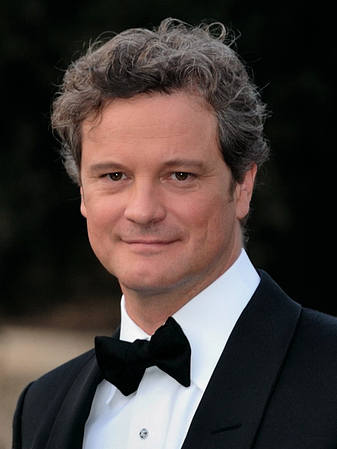
Colin Firth, actor britanic de film și teatru, laureat al Premiului Oscar

- 1 august: Costică Olaru, canoist român
- 2 august: Valer Marian, politician român
- 2 august: Georgeta Țălnar, pictoriță română (d. 2017)
- 3 august: Mariana Constantin, sportivă română (gimnastică artistică)
- 3 august: Anna-Maria Ravnopolska-Dean, compozitoare bulgară
- 3 august: Maguy Kabamba, scriitoare congoleză
- 4 august: Octavian-Marius Popa, politician român
- 4 august: Tim Winton, scriitor australian
- 4 august: José Luis Rodríguez Zapatero, politician spaniol, prim-ministru al Spaniei (2004-2011)
- 5 august: Gérard Onesta, politician francez
- 6 august: Philippe Omnès, scrimer francez
- 7 august: David Duchovny, actor american de film
- 9 august: Barbara De Rossi, actriță italiană
- 9 august: Viorel Turcu, fotbalist român (atacant), (d. 2020)
- 10 august: Jose Antonio Dominguez Banderas, actor, regizor, producător, cântăreț și dansator spaniol
- 13 august: Ioan Corodan, politician român
- 14 august: Sarah Brightman, cântăreață, compozitoare, actriță și dansatoare engleză
- 14 august: Radu Paraschivescu, prozator, traducător și jurnalist român
- 15 august: Mircea Ciopraga, politician român
- 16 august: Marius Lucian Obreja, politician român
- 17 august: Sean Justin Penn, actor de film și politician american, laureat al Premiului Oscar (2004 și 2009)
- 23 august: Ștefan Iovan, fotbalist și antrenor român
- 24 august: Guillermo García Cantú, actor mexican
- 28 august: Julio César Romero, fotbalist paraguayan
- 31 august: Daniel Bănulescu, scriitor român
- 31 august: Vali Ionescu, atletă română
- 31 august: Hassan Nasrallah, politician libanez (d.2024)

### Septembrie
- 5 septembrie: Claudiu Istodor, actor român
- 5 septembrie: Adrian Ciocănea-Teodorescu, politician român
- 7 septembrie: Nae Caranfil, regizor român
- 8 septembrie: Marian Sorin Paveliu, politician român
- 8 septembrie: Aguri Suzuki, pilot japonez de Formula 1
- 9 septembrie: Hugh John Mungo Grant, actor britanic de film
- 10 septembrie: Colin Firth, actor britanic de film și teatru, laureat al Premiului Oscar (2011)
- 11 septembrie: Hiroshi Amano, fizician japonez, laureat al Premiului Nobel (2014)
- 14 septembrie: Melissa Leo, actriță americană
- 15 septembrie: Katsuyoshi Shinto, fotbalist japonez
- 15 septembrie: Sergiu Sîrbu, fotbalist din R. Moldova
- 17 septembrie: Dorina Mihăilescu, politician român
- 18 septembrie: Petrică Mâțu Stoian (n. Petrică Mîțu Stoian), interpret român de muzică populară (d. 2021)
- 18 septembrie: Elena Valenciano, politiciană spaniolă
- 21 septembrie: Anatolie Gorilă, politician din R. Moldova
- 21 septembrie: Musalia Mudavadi, politician kenyan și economist, prim-secretar al Cabinetului din Kenya
- 22 septembrie: Itzhak Herzog, politician și avocat, președintele Partidului Muncii din Israel
- 23 septembrie: László Zsigmond, politician român
- 25 septembrie: Igor Belanov, fotbalist ucrainean (atacant)
- 25 septembrie: Andrzej Stasiuk, scriitor polonez
- 25 septembrie: Shinji Tanaka, fotbalist japonez
- 26 septembrie: Uwe Bein, fotbalist german
- 29 septembrie: Jennifer Rush, cântăreață americană
- 30 septembrie: Lucia Sauca, canotoare română (d. 2013)

### Octombrie

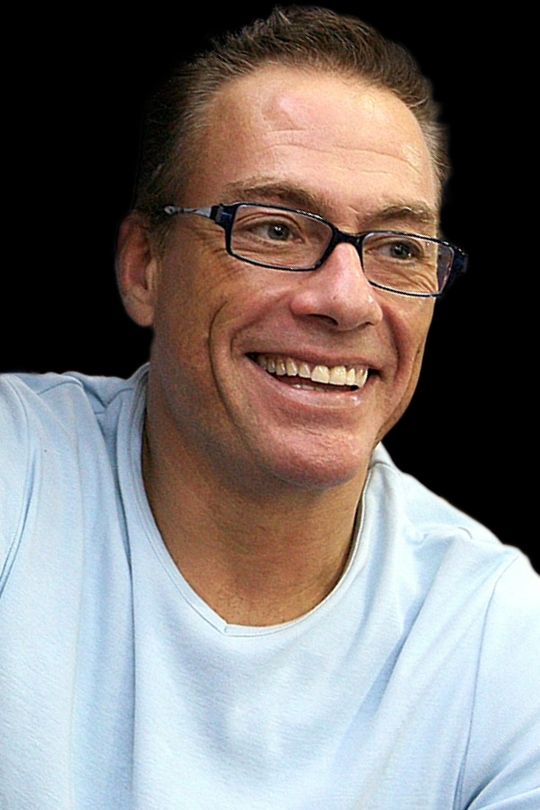
Jean-Claude Van Damme, expert în arte marțiale, actor și regizor belgian
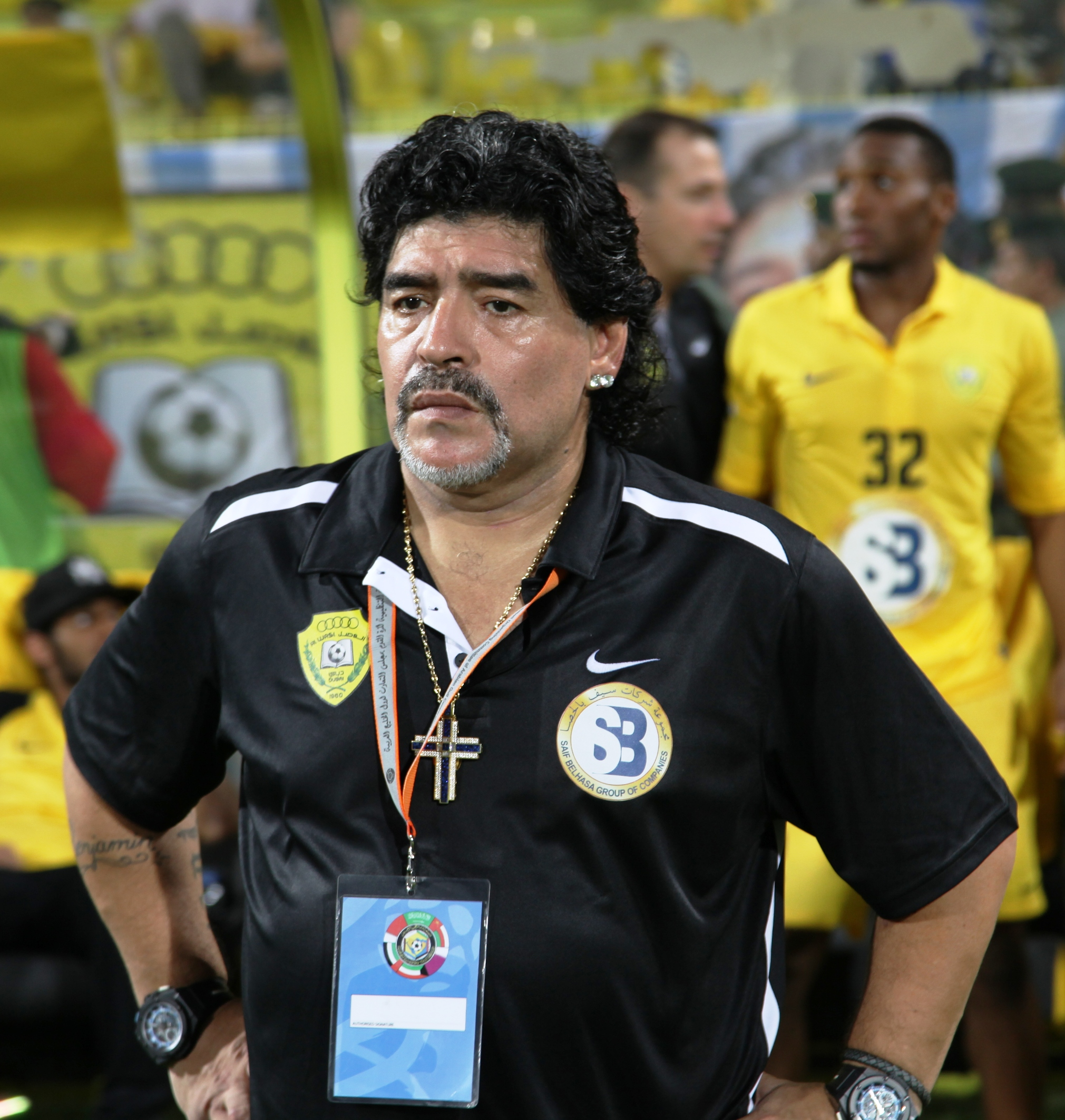
Diego Maradona, fotbalist și antrenor argentinian
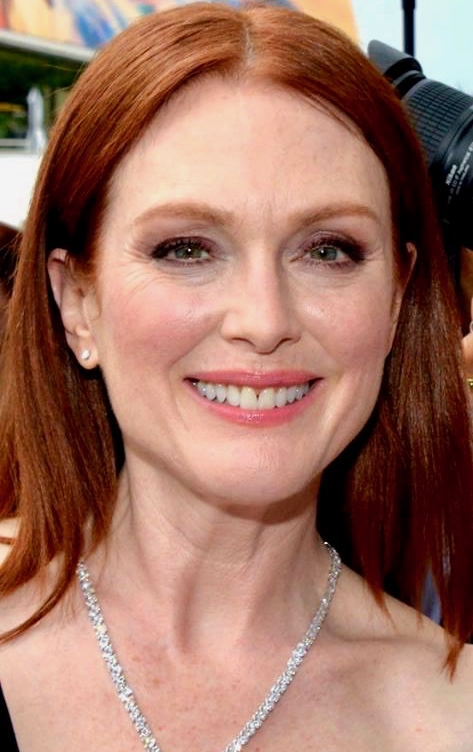
Julianne Moore, actriță americană de film
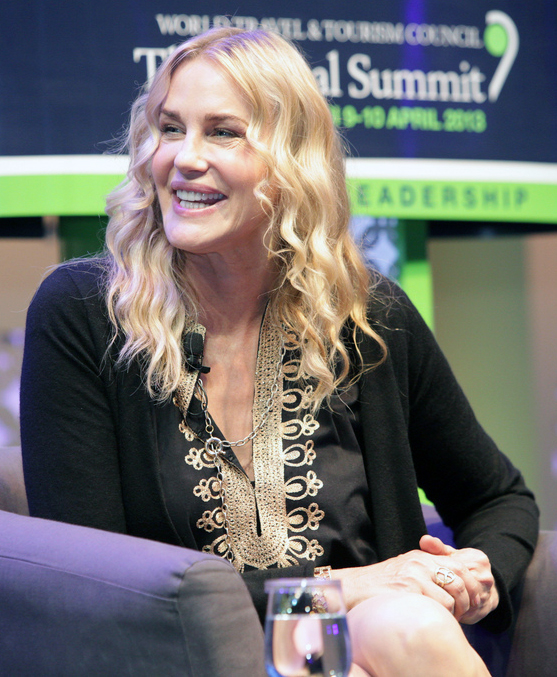
Daryl Hannah, actriță americană de film

- 1 octombrie: Malouma (Malouma Menta El Meidah), cântăreață și politiciană mauritană
- 4 octombrie: Antonio De Poli, politician italian
- 5 octombrie: Careca (n. Antônio de Oliveira Filho), fotbalist brazilian
- 5 octombrie: Brian Hodge, scriitor american
- 5 octombrie: Evangelia Tzampazi, politiciană greacă
- 6 octombrie: Iulian Iancu, politician român
- 8 octombrie: François Pérusse, comedian canadian
- 10 octombrie: Arlene McCarthy, politiciană britanică
- 14 octombrie: Hughes de Chavagnac, diplomat francez
- 18 octombrie: Jean-Claude Van Damme (Jean-Claude Camille François Van Varenberg), expert în arte marțiale, actor și regizor belgian
- 18 octombrie: Ion Stoica, politician român
- 19 octombrie: Laurențiu Florian Coca, politician român
- 19 octombrie: Takeshi Koshida, fotbalist japonez
- 20 octombrie: Lepa Brena, cântăreață bosniacă
- 22 octombrie: Oleg Lipskii, politician din R. Moldova
- 25 octombrie: Osvaldo Ríos Alonso, actor portorican
- 26 octombrie: Jouke de Vries, om politic olandez
- 29 octombrie: Marian Florian Săniuță, politician român
- 30 octombrie: Diego Armando Maradona, fotbalist și antrenor argentinian (d. 2020)
- 31 octombrie: Tadeusz Aziewicz, politician și economist polonez

### Noiembrie
- 1 noiembrie: Timothy Donald Cook, direcor al companiei Apple Inc., american
- 2 noiembrie: Elena Karacențev, graficiană din Republica Moldova
- 4 noiembrie: Regina Bastos, politiciană portugheză
- 4 noiembrie: Eleonora-Carmen Hărău, politician român
- 5 noiembrie: Vasile Darie, fotbalist român
- 7 noiembrie: Nicodim Ungureanu, actor român
- 8 noiembrie: Michael Nyqvist, actor suedez (d. 2017)
- 9 noiembrie: Andreas Brehme, fotbalist german
- 12 noiembrie: Jacky Henin, politician francez
- 13 noiembrie: Teodora Ungureanu, sportivă română (gimnastică artistică)
- 16 noiembrie: Mircea Govor, politician român
- 18 noiembrie: Kim Wilde (n. Kimberly Smith), cântăreață britanică de muzică pop
- 19 noiembrie: Jan Koneffke, scriitor german
- 19 noiembrie: Gheorghe Nițu, fotbalist român (portar)
- 19 noiembrie: Oana Ștefănescu, actriță română de teatru și film (d. 2021)
- 22 noiembrie: Leos Carax, regizor francez de film
- 24 noiembrie: Mary Kim Titla, politiciană americană
- 25 noiembrie: Remus Câmpeanu, istoric român
- 25 noiembrie: John F. Kennedy Jr., jurnalist american, fiul lui JFK (d.1999)
- 26 noiembrie: Orly Castel - Bloom, scriitoare israeliană
- 26 noiembrie: Claude Turmes, politician luxemburghez
- 27 noiembrie: Iulia Timoșenko, politician și om de afaceri ucrainean, prim-ministru al Ucrainei (2007-2010)
- 30 noiembrie: Gary Winston Lineker, fotbalist englez (atacant)

### Decembrie
- 1 decembrie: Adîlbek Kasîmaliev, politician kirghiz, președinte al Cabinetului de miniștri al Kârgâzstanului
- 3 decembrie: Daryl Christine Hannah, actriță americană de film
- 3 decembrie: Julianne Moore (n. Julie Anne Smith), actriță americană de film
- 4 decembrie: Ahmed Jabari, politician palestinian (d. 2012)
- 8 decembrie: Aaron Allston, scriitor american (d. 2014)
- 8 decembrie: Niculae Bădălău, politician român
- 9 decembrie: Mihai Balan, diplomat din R. Moldova
- 9 decembrie: Caroline Lucas, politiciană britanică
- 12 decembrie: Volker Beck, politician german
- 13 decembrie: Trey Gunn, muzician american
- 14 decembrie: Florin Iordache, politician român
- 15 decembrie: Kin Endate, astronom japonez
- 17 decembrie: Marian Bia, politician român
- 18 decembrie: Yoon Suk-yeol, politician sud-coreean și fost procuror, al 13-lea președinte al Coreei de Sud (2022 - 2025)
- 20 decembrie: Kim Ki-duk, regizor, scenarist, producător sud-coreean de film (d. 2020)
- 22 decembrie: Jean-Michel Basquiat, artist american (d. 1988)
- 28 decembrie: Shinichi Morishita, fotbalist japonez (portar)
- 28 decembrie: Zisu Stanciu, politician român

### Nedatate
- Petrică Cercel, 61 ani, cântăreț român (d. 2021)

## Decese

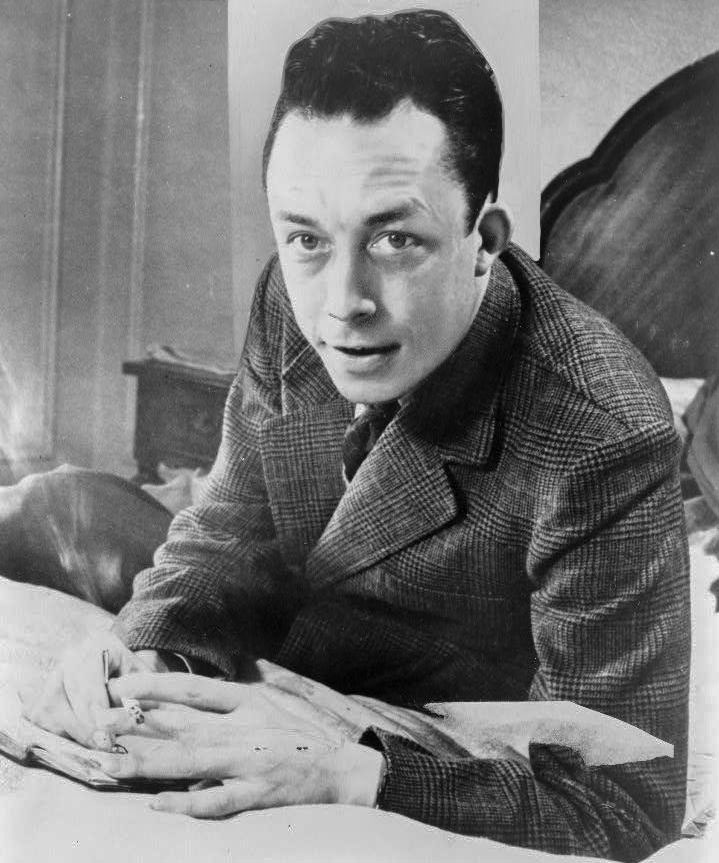
Albert Camus, scriitor francez, laureat al Premiului Nobel
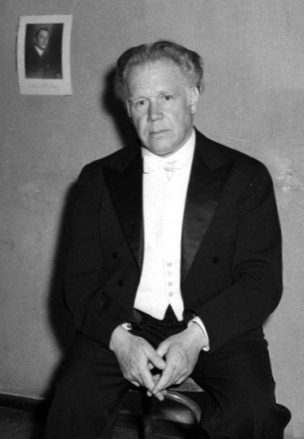
Edwin Fischer, pianist și dirijor elvețian
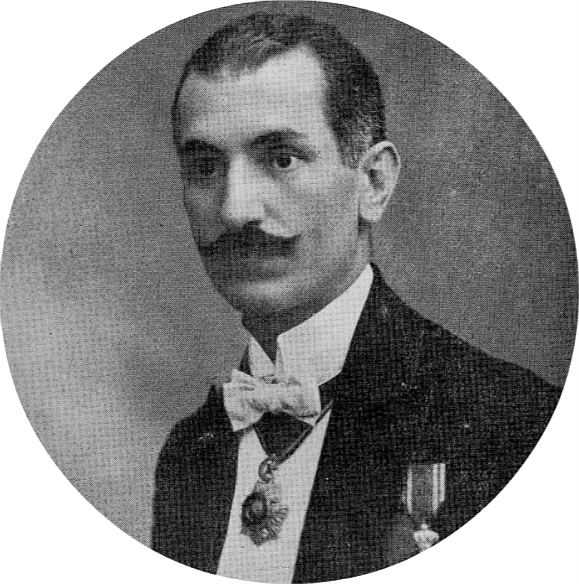
Victor Gomoiu, medic chirurg și istoric al medicinei român, ministru al Sănătății

- 1 ianuarie: Aristide Blank, 77 ani, economist și finanțist român (n. 1883)
- 4 ianuarie: Albert Camus, 46 ani, scriitor francez, laureat al Premiului Nobel (1957), (n. 1913)
- 6 ianuarie: Erik Robert Lindahl, 68 ani, economist suedez (n. 1891)
- 7 ianuarie: Prințul Ferdinand Pius, Duce de Calabria (n. Ferdinando Pio Maria), 90 ani, șeful Casei de Bourbon-Două Sicilii (n. 1869)
- 13 ianuarie: Sibilla Aleramo (n. Rina Faccio), 84 ani, scriitoare italiană (n. 1876)
- 24 ianuarie: Edwin Fischer, 73 ani, pianist și dirijor elvețian (n. 1886)
- 31 ianuarie: Harry Blanchard, 30 ani, pilot american de Formula 1 (n. 1929)
- 4 februarie: Dossibai Patell (Dossibai Rustomji Cowasji Patell), 78 ani, medic obstretician indian (n. 1881)
- 6 februarie: Victor Gomoiu, 77 ani, medic chirurg și istoric al medicinei român, ministru al Sănătății (1940), (n. 1882)
- 8 februarie: J. L. Austin (John Langshaw Austin), 48 ani, filosof englez, specialist în filozofia limbajului (n. 1911)
- 9 februarie: Alexandre Benois, 89 ani, artist rus (n. 1870)
- 11 februarie: Ernst Liebermann, 90 ani, pictor german (n. 1869)
- 18 februarie: Per Hallström (Per August Leonard Hallström), 93 ani, scriitor suedez (n. 1866)
- 21 februarie: Jacques Becker, 53 ani, scenarist și regizor de film francez (n. 1906)
- 21 februarie: Edwina Mountbatten, Contesă Mountbatten de Burma, 58 ani (n. 1901)
- 22 februarie: Eli Lotar (n. Eliazar Lotar Teodorescu), 64 ani, fotograf francez de origine română, fiul poetului Tudor Arghezi (n. 1905)
- 23 februarie: Alexander Mountbatten, Marchiz de Carisbrooke (n. Alexander Albert Mountbatten), 73 ani (n. 1886)
- 1 martie: Florica Cristoforeanu, 73 ani, solistă română de operă (n. 1886)
- 5 martie: István Asztalos, 50 ani, jurnalist maghiar (n. 1909)
- 10 martie: Prințesa Xenia de Muntenegru (n. Xenia Petrovic-Njegoš), 78 ani (n. 1881)
- 13 martie: Arhiducesa Elisabeta Amalia a Austriei (n. Elisabeth Amalie Eugenia Maria Theresia Karoline Luise Josepha), 81 ani, prințesă Aloys de Liechtenstein (n. 1878)
- 14 martie: Ioannis Georgiadis, 83 ani, scrimer grec (n. 1874)
- 15 martie: Eduard Čech, 66 ani, matematician ceh (n. 1893)

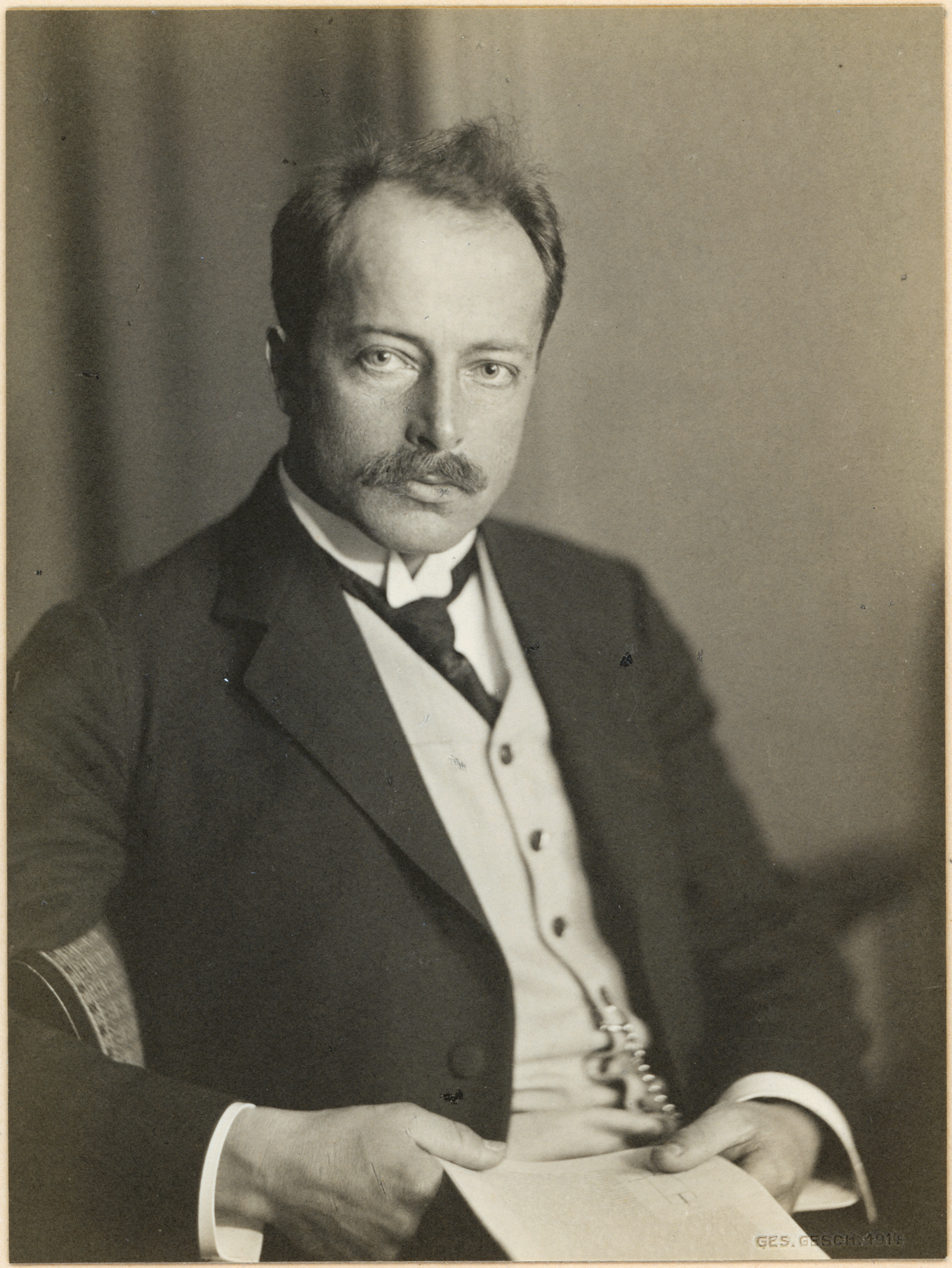
Max von Laue, fizician german, laureat al Premiului Nobel
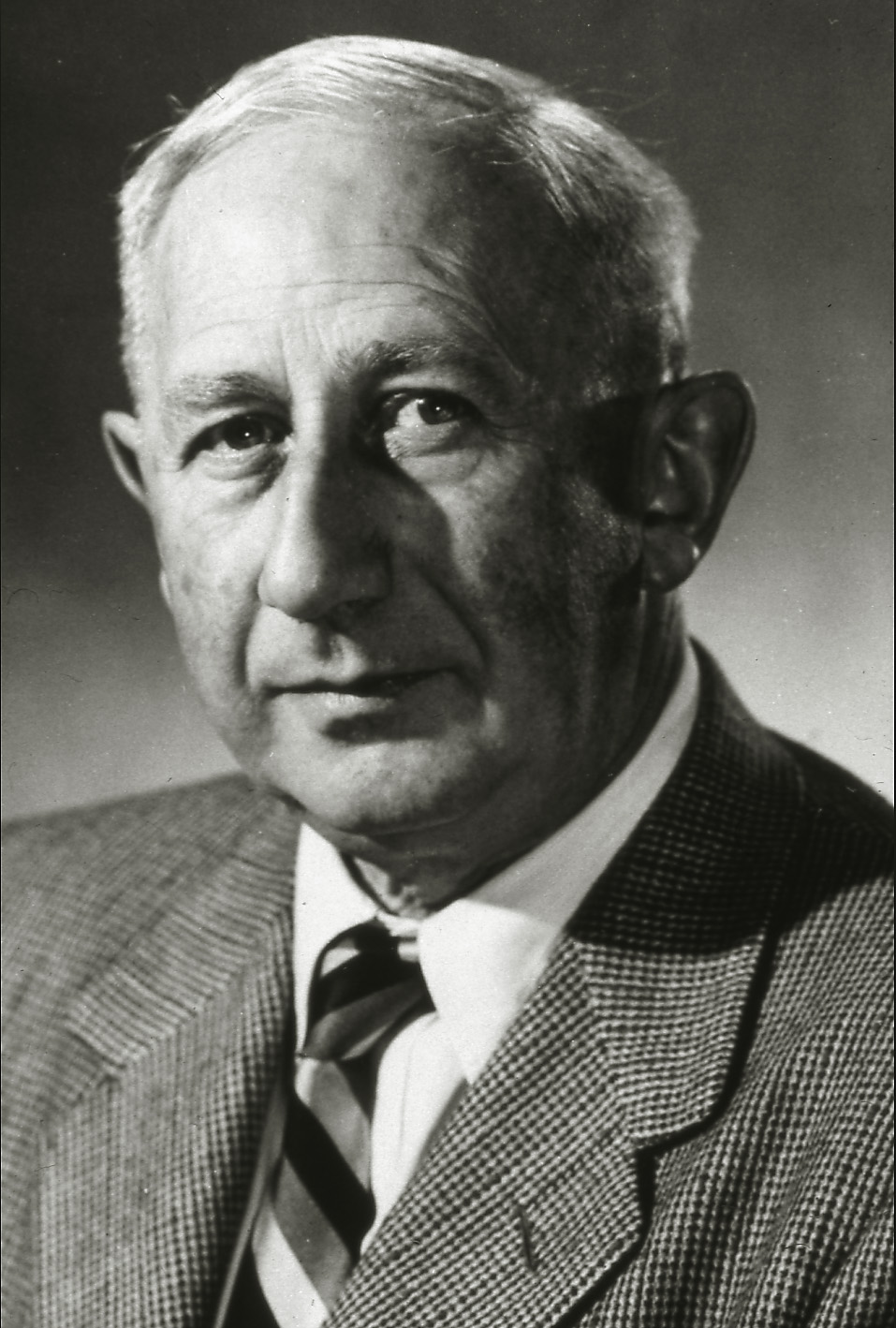
Walter Baade, astronom german

- 17 martie: Hans Mattis-Teutsch (János Mattis-Teutsch), 76 ani, pictor expresionist, sculptor și grafician român de origine germană (n. 1884)
- 31 martie: Cynthia Asquith (Cynthia Mary Evelyn Asquith), 72 ani, scriitoare britanică (n. 1887)
- 4 aprilie: Fritz Kronenberg, 59 ani, pictor german (n. 1901)
- 20 aprilie: Marea Ducesă Xenia Alexandrovna a Rusiei, 85 ani, fiica țarului Alexandru al III-lea al Rusiei (n. 1875)
- 24 aprilie: Paul Bartsch, 78 ani, biolog american de origine germană (n. 1871)
- 24 aprilie: Max von Laue (n. Max Theodor Felix von Laue), 80 ani, fizician german, laureat al Premiului Nobel (1914), (n. 1879)
- 25 aprilie: August Kopff, 68 ani, astronom german (n. 1882)
- 26 aprilie: Wander Johannes de Haas, 72 ani, fizician și matematician olandez (n. 1878)
- 28 aprilie: Antonie Pannekoek, 87 ani, astronom din Țările de Jos și teoretician marxist (n. 1873)
- 6 mai: Paul Abraham (Pál Ábrahám), 67 ani, compozitor maghiar (n. 1892)
- 9 mai: René Maran, 72 ani, romancier și poet francez de origine guyaneză (n. 1887)
- 11 mai: Gottfried, Prinț de Hohenlohe-Langenburg (n. Gottfried Hermann Alfred Paul Maximilian Viktor), 63 ani (n. 1897)
- 17 mai: Jules Supervielle, 76 ani, poet francez (n. 1884)
- 27 mai: James Montgomery Flagg, 82 ani, artist american (n. 1877)
- 30 mai: Boris Pasternak, 70 ani, poet și scriitor rus, laureat al Premiului Nobel (1958), (n. 1890)
- 31 mai: Willem Elsschot (n. Alphonsus Josephus de Ridder), 78 ani, scriitor belgian (n. 1882)
- 3 iunie: Ana Pauker (n. Hanna Rabinsohn), 67 ani, comunistă română (n. 1893)
- 20 iunie: André Patry, 57 ani, astronom francez (n. 1902)
- 25 iunie: Walter Baade (n. Wilhelm Heinrich Walter Baade), 67 ani, astronom german  (n. 1893)
- 30 iunie: Albert Châtelet, 76 ani, matematician francez (n. 1883)
- 1 iulie: Hermann Neubacher, 67 ani, politician austriac (n. 1893)
- 16 iulie: Albert Kesselring, 74 ani, militar german (n. 1885)
- 17 iulie: Pavel Peter Gojdič, 72 ani, episcop greco-catolic slovac, deținut politic (n. 1888)
- 21 iulie: Massimo Bontempelli, 82 ani, scriitor italian (n. 1878)
- 25 iulie: Dennis Hoey (n. Samuel David Hyams), 67 ani, actor britanic (n. 1893)
- 5 august: Mario Meunier, 79 ani, scriitor francez (n. 1880)

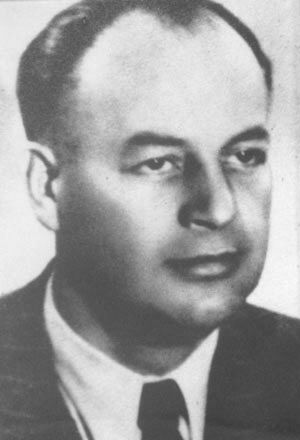
Aurel Bărglăzan, inginer român
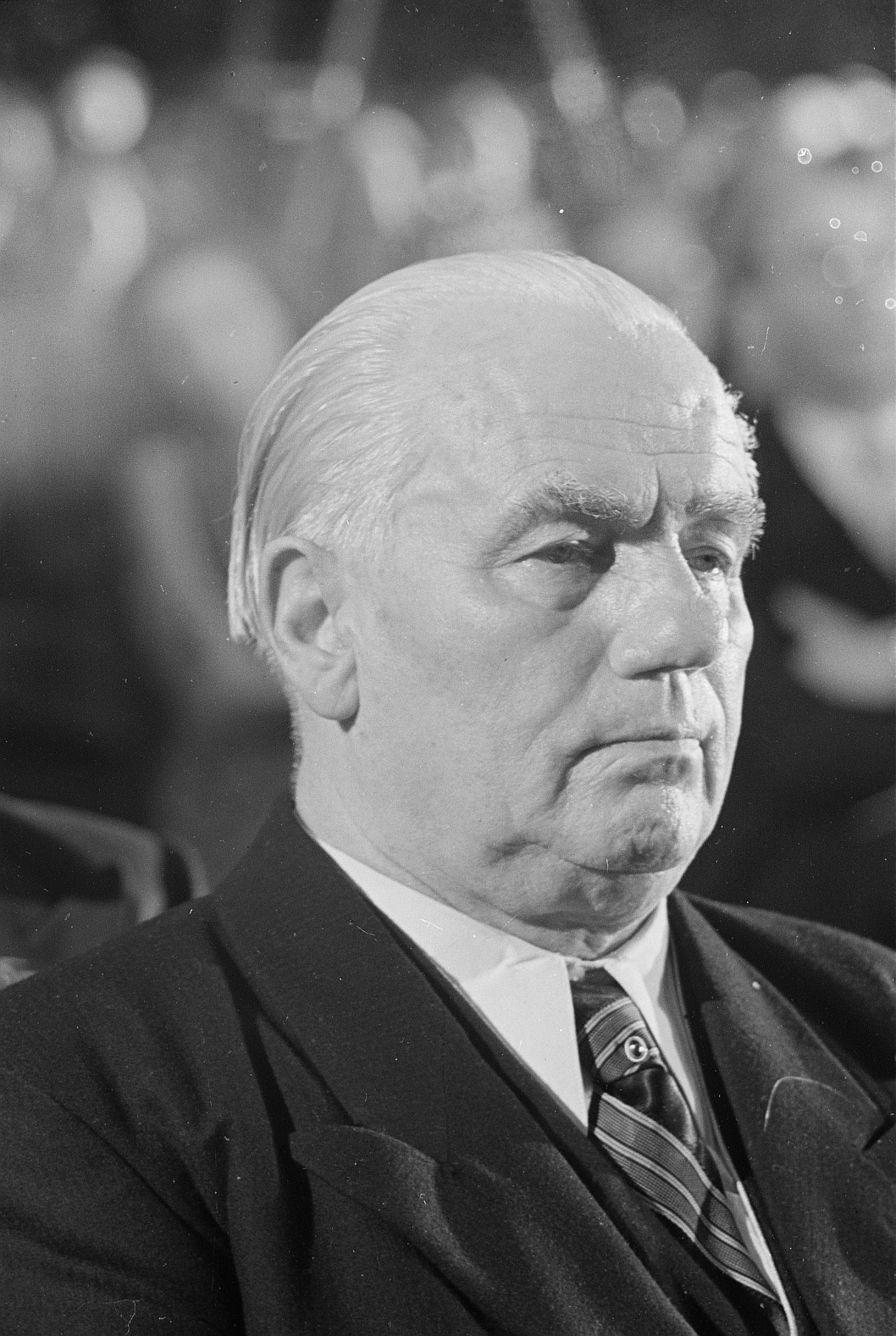
Wilhelm Pieck, politician comunist german, președinte al Germaniei de Est
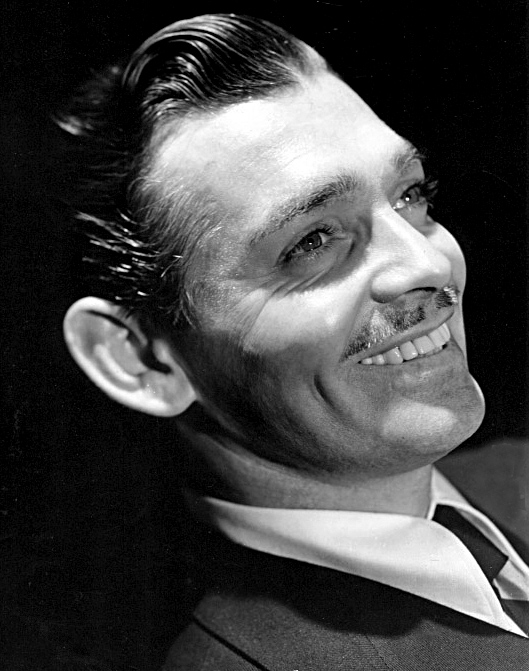
Clark Gable, actor american de film

- 8 august: Aurel Popp, 80 ani, pictor român (n. 1879)
- 10 august: Frank Lloyd (Frank William George Lloyd), 74 ani, regizor britanic de film (n. 1886)
- 10 august: Oswald Veblen, 80 ani, matematician american (n. 1880)
- 29 august: Vicki Baum (Hedwig Baum), 72 ani, scriitoare austriacă (n. 1888)
- 6 septembrie: György Piller (n. György Jekelfalussy-Piller), 61 ani, scrimer (floretă, sabie) olimpic maghiar (n. 1899)
- 7 septembrie: Wilhelm Pieck (n. Friederich Wilhelm Reinhold Pieck), 84 ani, politician comunist german, președinte al Germaniei de Est (1949-1960), (n. 1876)
- 16 septembrie: Nicu Enea (Nicolae Enea), 63 ani, pictor român (n. 1897)
- 14 octombrie: Sigurd Hoel, 69 ani, scriitor norvegian (n. 1890)
- 16 octombrie: Toma T. Socolescu, 77 ani, arhitect român (n. 1883)
- 17 octombrie: Aurel Bărglăzan, 55 ani, inginer român, membru corespondent al Academiei Române (n. 1905)
- 25 octombrie: José Padilla Sánchez, 71 ani, muzician spaniol (n. 1889)
- 31 octombrie: Mircea Florian, 72 ani, filosof român (n. 1888)
- 1 noiembrie: George Matei Cantacuzino, 61 ani, arhitect român (n. 1899)
- 5 noiembrie: Ward Bond (Wardell Edwin Bond), 57 ani, actor american de film (n. 1903)
- 5 noiembrie: August Gailit, 69 ani, scriitor estonian (n. 1891)
- 6 noiembrie: Erich Raeder (Erich Johann Albert Raeder), 84 ani, ofițer german și Großadmiral în timpul celui de-al doilea război mondial (n. 1876)
- 7 noiembrie: Leon Dabo, 95 ani, pictor american (n. 1865)
- 10 noiembrie: Joe Bache (Joseph William Bache), 80 ani, fotbalist britanic (n. 1880)
- 11 noiembrie: João Carlos Celestino Gomes, 61 ani, medic și pictor portughez (n. 1899)
- 16 noiembrie: William Clark Gable, 59 ani, actor american de film (n. 1901)
- 20 noiembrie: Yaakov Cahan, 79 ani, poet, prozator, dramaturg și filolog israelian (n. 1881)
- 24 noiembrie: Marea Ducesă Olga Alexandrovna a Rusiei, 78 ani, fiica țarului Alexandru al III-lea al Rusiei (n. 1882)
- 1 decembrie: Ernst R. Rowohlt, 73 ani, editor german (n. 1887)
- 1 decembrie: Ion Vasilescu, 57 ani, compozitor român de muzică ușoară (n. 1903)
- 6 decembrie: Constantin Hagea, 50 ani, avocat, ziarist și om politic român (n. 1909)
- 7 decembrie: Clara Haskil, 65 ani, pianistă română de etnie evreiască (n. 1895)
- 7 decembrie: Walter Noddack, 67 ani, chimist german (n. 1893)
- 30 decembrie: Ernests Birznieks-Upītis, 89 ani, scriitor leton (n. 1871)

## Premii Nobel
- Fizică: Donald Arthur Glaser (SUA)
- Chimie: Willard Frank Libby (SUA)
- Medicină: Frank Macfarlane Burnet (Australia), Peter Brian Medawar (Regatul Unit)
- Literatură: Saint-John Perse (Franța)
- Pace: Albert John Lutuli (Africa de Sud)